# Armata del tesoro dei Ming

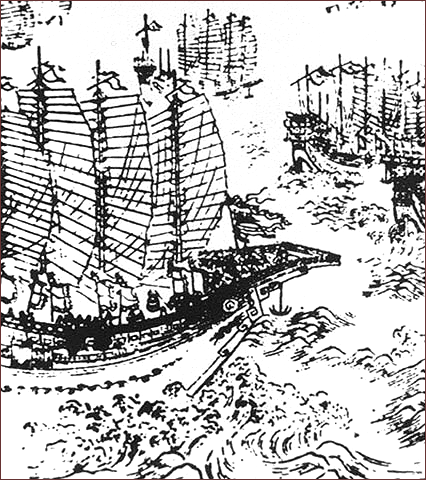
L'Armata del tesoro dei Ming - xilografia d'inizio XVII secolo, ed. in

Rotta seguita dall'Armata del tesoro dei Ming (spec. Settima armata del tesoro).

L'armata del tesoro dei Ming (zh 下番官軍T, Xiafan GuanjunP, lett. "Armata di spedizione straniera") era la flotta organizzata dall'Impero cinese della Dinastia Ming e spedita, in sette viaggi effettuati tra il 1405 e il 1433, in India e oltre attraverso il Mar Cinese Meridionale. Della flotta facevano parte speciali giunche chiamate appunto "navi del tesoro", costruite per la prima volta per volontà dell'imperatore Yongle (r. 1402–14). Il comando della flotta, in tutte le spedizioni, fu affidato all'ammiraglio Zheng He, l'eunuco che aveva supportato Yongle nella sua usurpazione. Sei dei viaggi avvennero durante il regno di Yongle mentre il settimo fu promosso dal suo erede Xuande (r. 1425–1435). I primi tre viaggi raggiunsero Kozhikode (Calicut), sulla costa indiana del Malabar, mentre il quarto viaggio arrivò ad Ormuz, nel Golfo Persico. Negli ultimi tre viaggi, la flotta navigò fino alla Penisola arabica e all'Africa orientale.
La flotta Ming era pesantemente militarizzata poiché trasportava grandi quantità di tesori volte a proiettare il potere e la ricchezza cinesi nel mondo conosciuto. Nel corso dei viaggi, diverse imprese belliche furono pertanto possibili: la distruzione della flotta pirata di Chen Zuyi a Palembang, la conquista il regno singalese Kotte di re Alekeshvara e la sconfitta delle forze di Sekandar, pretendente al Sultanato di Pasai nel nord di Sumatra. La flotta riportò in patria ambasciatori stranieri i cui sovrani erano disposti a dichiararsi tributari della Cina, inserendo quindi molti nuovi paesi nel sistema tributario e nella sfera d'influenza Ming, incorporandoli nel più grande "ordine mondiale" del Celeste Impero. I cinesi ristrutturarono e stabilirono così il controllo su una vasta rete marittima che creò una "macroregione" i cui paesi divennero interconnessi a livello economico e politico.
Le armate del tesoro Ming erano comandate e supervisionate dagli eunuchi di corte dell'imperatore. All'interno del sistema statale imperiale dei Ming, i funzionari civili erano i principali oppositori politici degli eunuchi e la fazione opposta alle spedizioni. Verso la fine del periodo dei viaggi marittimi, il governo civile prese il sopravvento all'interno della burocrazia statale e gli eunuchi gradualmente caddero in disgrazia dopo la morte di Yongle e persero la loro autorità su simili iniziative di larga scala. La fine delle armate del tesoro fu provocata anche dagli interessi economici dell'élite contraria al controllo statale sul commercio, poiché l'impresa marittima era stata la chiave per controbilanciare gran parte del commercio privato localizzato che ha attirato l'inimicizia delle autorità che hanno beneficiato di tale commercio.
Grazie a queste spedizioni al principio del XV secolo, la Cina dei Ming divenne la principale potenza navale del globo, proiettando la sua forza a sud e ad ovest. C'è ancora molto dibattito su questioni quali l'effettivo scopo dei viaggi, le dimensioni delle navi, la grandezza della flotta, le rotte percorse, le carte nautiche utilizzate, i paesi visitati e il carico trasportato.

## Antefatto

L'imperatore Yongle della Dinastia Ming, dipinto ufficiale (National Palace Museum di Pechino).

La Cina antica e medievale fu uno dei motori più potenti per lo sviluppo del commercio internazionale, generando una domanda di beni di lusso che nemmeno la Roma Imperiale seppe eguagliare. Le conquiste territoriali dei Qin favorirono l'apertura della Via della seta tramite cui un certo numero di spezie veniva introdotto nell'Impero dall'Asia meridionale e dall'Occidente. La cultura dell'incenso si sviluppò sotto gli Han (206 a.C.-220 d.C.) con l'espansione del Buddhismo e del Taoismo. Dopo la Ribellione di An Lushan a metà del VIII secolo, il commercio via terra con le c.d. "Regioni Occidentali" fu interrotto. Questo spinse la dinastia Tang (618-907) a sviluppare le rotte marittime, supportando la costruzione di grandi imbarcazioni adatte alla navigazione d'altura. Le navi cinesi iniziarono a frequentare le coste del Malabar (India) e di Ceylon in cerca di spezie e altre mercanzie. A quel tempo la costruzione navale era costosa, la capacità di trasporto delle imbarcazioni molto bassa e il rischio di naufragio o attacchi dei pirati alto. L'unico commercio marittimo economicamente interessante era dunque proprio quello di merci preziose e costose, la maggior parte delle quali era costituita da spezie, termine che, per i cinesi, comprendeva allora un centinaio di prodotti diversi!
Il regno della dinastia Song (960-1279) fu segnato dall'espansione di quella che è stata chiamata la "Via della seta marittima", erede delle antiche rotte commerciali create secoli prima dagli austronesiani. La Cina vi esportava oro, argento, rame, seta e porcellane, e nella direzione opposta riceveva avorio, giada, corno di rinoceronte e soprattutto spezie per un ammontare di diverse decine di migliaia di libbre l'anno, cioè quasi un quarto del volume totale delle merci. Il commercio di spezie ed erbe aromatiche era un monopolio statale e le tasse riscosse costituivano la principale risorsa finanziaria dell'Impero. Nel 971, a Canton, fu creata una sovrintendenza agli affari marittimi (Shibo si) e quest'antico porto dominò per un secolo il commercio estero. Fu gradualmente eclissato da Zayton (attuale Quanzhou) che fu dotato di un ufficio simile nel 1087. Nel 1225, mezzo secolo prima della visita di Marco Polo, Quanzhou ospitava le postazioni commerciali di 58 stati. Un gran numero di mercanti arabi e persiani vi si stabilì tra XIII e XIV secolo, costruendovi palazzi, negozi e templi. Il più famoso di loro, Pu Shougeng, ricoprì addirittura la carica di sovrintendente dello Shibo si per più di trent'anni.
Al momento della sua incoronazione, l'imperatore Yongle (r. 1402-1424) della dinastia Ming (1368-1644) si trovò quindi a capo di un paese che da secoli vantava una marineria commerciale di prim'ordine. Risolse pertanto di servirsene come strumento per una politica espansionista. La cronaca ufficiale del suo regno (c.d. "Taizong Shilu", parte del Ming Shilu) contiene 24 voci brevi di ordini imperiali per la costruzione di navigli, con cifre che indicano almeno 2.868 navi commissionate dal 1403 al 1419. Nel corso del 1403, i governi provinciali di Fujian, Jiangxi, Zhejiang e Huguang, nonché Nanchino, Suzhou e le guarnigioni militari di altre città ricevettero l'ordine di iniziare a costruire navi.
Il regno di Yongle fu caratterizzato da diversi fenomeni d'espansionismo militarista di cui la c.d. "Armata del Tesoro" fu solo una delle manifestazioni. Nel 1403 emanò l'ordine di avvio dell'immenso progetto di costruzione di questa flotta di speciali giunche chiamate appunto "navi del tesoro" (寶船/宝船T, BǎochuánP). La denominazione originale della flotta nelle fonti cinesi fu 下番官軍T, Xiafan GuanjunP, lett. "Armata di spedizione straniera". Comprendeva navi commerciali, tra cui appunto le navi del tesoro, navi da guerra e navi di supporto. Presso il cantiere navale di Longjiang, sul fiume Qinhuai, vicino a Nanchino (allora capitale dell'impero cinese), dove sfocia nel Fiume Azzurro (Yangtze), furono costruite molte di queste navi, specialmente le navi del tesoro vere e proprie. Molti alberi furono abbattuti lungo il fiume Min e il corso superiore dello Yangtze per fornire le materie prime necessarie alla costruzione della flotta. Anche navi esistenti furono convertite per servire nella flotta, ma questo può essere detto con certezza solo per 249 navi ordinate nel 1407.
Gli ufficiali di alto rango della flotta, come Zheng He e il suo entourage, erano tutti eunuchi imperiali. Zheng era stato Gran Direttore dell'Ufficio dei Servi di Palazzo, un dipartimento dominato dagli eunuchi, prima dell'ammiragliato riconosciutogli dall'imperatore che nutriva nei suoi confronti una grande fiducia, tale da dotarlo persino di pergamene bianche con il suo sigillo per impartire ordini imperiali in mare. Tutti gli altri ufficiali principali, come Wang Jinghong, Hou Xian, Li Xing, Zhu Liang, Zhou Man, Hong Bao, Yang Zhen, Zhang Da e Wu Zhong, erano eunuchi di corte impiegati nel servizio civile. Il resto dell'equipaggio proveniva principalmente dalle file dell'esercito ed era per lo più reclutato dal Fujian.

## La "Rotta del tesoro"
L'armata del tesoro salpava dal cantiere navale Longjiang e navigava lungo lo Yangtze fino a Liujiagang, dove Zheng He organizzava la flotta ed officiava i sacrifici propiziatori alla dea Mazu/Tianfei, protettrice dei marinai. Nel corso delle successive quattro/otto settimane, la flotta procedeva gradualmente verso l'ancoraggio di Taiping a Changle, per attendervi il favorevole monsone invernale di nord-est (tra dicembre e gennaio) prima di lasciare la costa del Fujian. I venti monsonici hanno generalmente influenzato il modo in cui la flotta ha navigato attraverso il Mar Cinese Meridionale e l'Oceano Indiano. Raggiungevano il mare attraverso il Wuhumen (lett. "passaggio delle cinque tigri") del fiume Min nel Fujian. Il porto di Quy Nhơn a Champa è sempre stata la prima destinazione straniera visitata dalla flotta.
L'armata traversava il cosiddetto "Oceano Occidentale" (西洋), cioè la regione marittima che comprendeva l'odierno Mar Cinese Meridionale e l'Oceano Indiano. Più specificamente, fonti contemporanee, tra cui lo Yingya Shenglan, sembrano indicare che l'Oceano Orientale finisse nel Brunei e l'Oceano Occidentale fosse ad ovest di questo punto.
Nei primi tre viaggi (1405-1411), la flotta seguì la stessa rotta di base: dal Fujian al primo scalo di Champa; attraverso il Mar Cinese Meridionale fino a Giava e Sumatra, poi lungo lo Stretto di Malacca fino alla Sumatra settentrionale (punto di raccolta); attraverso l'Oceano Indiano fino a Ceylon, poi lungo la costa indiana del Malabar fino a Kozhikode (Calicut), centro nevralgico del commercio mondiale delle spezie. A quel tempo, la spedizione non superava Calicut. Fu durante il quarto viaggio che la rotta fu estesa allo Stretto di Hormuz. Durante il quinto, sesto e settimo viaggio, la flotta puntò ancor più a occidente, raggiungendo la Penisola arabica e l'Africa orientale. Nel sesto viaggio, la flotta giunse unita fino a Calicut, da dove diversi squadroni procedettero verso distinte destinazioni nella Penisola arabica e nell'Africa orientale e lo stesso venne fatto nel settimo viaggio.

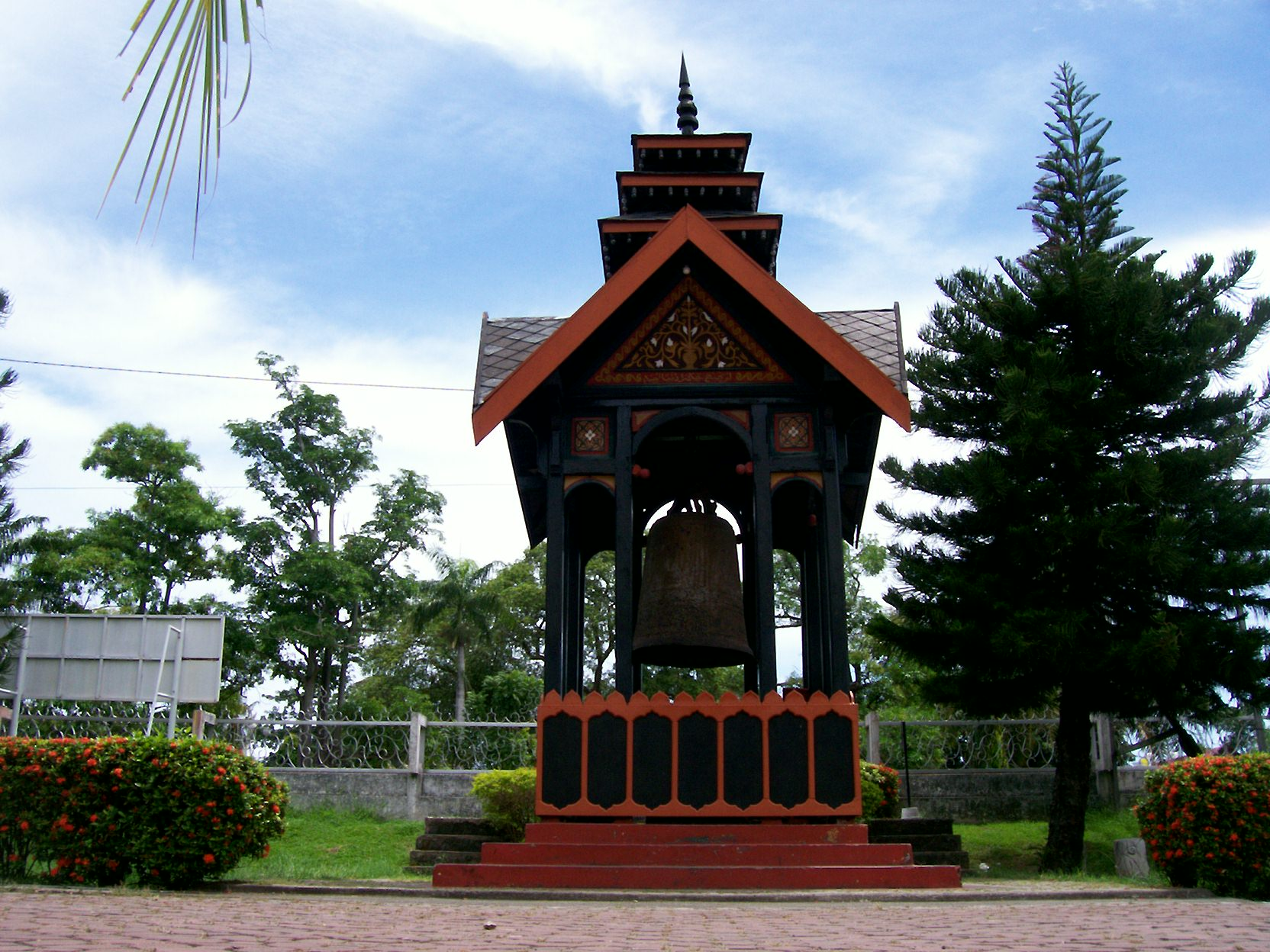
Campana di Cakra Donya, un regalo di Zheng He a Semudera (Museo di Aceh).

La navigazione attraverso le acque equatoriali e subtropicali del Mar Cinese Meridionale e dell'Oceano Indiano, dipendente dal ciclo annuale dei monsoni, obbligava i navigatori dell'Armata del tesoro ad organizzare con precisione i viaggi. Per la rotta verso sud da Changle (Cina) a Surabaya (Giava), la flotta seguiva il vento di nord-est, traversava l'equatore, ove il vento di nord-est cambia in vento di nord-ovest a causa della Forza di Coriolis, quindi seguiva il vento di nord-ovest. A Giava, la flotta attendeva l'arrivo del vento tropicale di sud-est nell'emisfero australe e lo usava per navigare verso Sumatra. A Sumatra, la flotta si fermava, causa il cambiamento del vento di sud-est in un forte vento di sud-ovest a una latitudine settentrionale vicino all'equatore, e aspettava fino all'inverno successivo il vento di nord-est favorevole. Per la rotta nord-ovest verso Calicut e Hormuz, i cinesi approfittavano del vento di nord-est. Il viaggio di ritorno era fissato per la tarda estate e l'inizio dell'autunno perché in quel periodo erano presenti favorevoli venti monsonici. La flotta lasciava Hormuz prima che il monsone di sud-ovest arrivasse sull'Oceano Indiano, sfruttando il vento del nord per il viaggio verso sud con destinazione Calicut. Per il viaggio verso est da Sumatra, la flotta utilizzava il monsone sud-occidentale appena arrivato nelle regioni orientali dell'Oceano Indiano. Dopo aver attraversato lo Stretto di Malacca, le giunche catturavano il vento di sud-ovest sul Mar Cinese Meridionale per tornare in Cina. Poiché le condizioni marittime erano limitate dai venti monsonici, gli squadroni furono distaccati dalla flotta principale per puntare a specifiche, distinte destinazioni. Il primo ancoraggio di smistamento era Sumatra, da dove uno squadrone puntava al Bengala. Il secondo punto di smistamento era Calicut, da dove le navi salpavano per Hormuz e altre destinazioni nella Penisola arabica e nell'Africa orientale. Malacca era invece il punto di ritrovo degli squadroni per intraprendere insieme l'ultima tappa del viaggio di ritorno.
Durante tutti i viaggi, la flotta partì da Sumatra per navigare verso ovest attraverso l'Oceano Indiano. Il nord di Sumatra era una regione importante per l'ancoraggio e l'assemblaggio della flotta prima di navigare l'oceano fino a Ceylon ed all'India meridionale. La sua posizione era più importante per l'Aramata della sua ricchezza o dei suoi prodotti. Ma scrisse che Semudera era la via principale per l'Oceano Occidentale e la definì il porto di raccolta più importante per l'Oceano Occidentale. Il viaggio da Sumatra a Ceylon durava dalle due alle quattro settimane senza vedere la terra. La prima parte di Ceylon che era avvistata dalla flotta in arrivo da Sumatra era Namanakuli (o "Montagna del Becco di Pappagallo"), il rilievo più orientale dell'isola: 6680 ft di altitudine e 45 miglia di distanza dalla costa. Due o tre giorni dopo il suo avvistamento, le giunche adeguavano la rotta per navigare a sud di Capo Dondra. Molto tempo dopo aver salpato da Sumatra, i cinesi prendevano porto a Ceylon, di solito a Beruwala e talvolta a Galle, preferendo però Beruwala, definita da Ma «il molo del paese di Ceylon.»
In India, la destinazione più importante per i marinai cinesi, già prima dei Ming era Calicut, porto molto probabilmente già noto ai cinesi dal XII secolo con il nome di Nanpiraj. Con quest'importante emporio, Zheng He e i suoi intrattennero sempre rapporti cordiali, fondamentali per la contestuale creazione del nuovo sistema tributario transoceanico. Ma descrisse Calicut come il «grande paese dell'Oceano Occidentale» ed ebbe risposta positiva alla regolamentazione del commercio e all'attenzione ai pesi e alle misurazioni delle autorità di Calicut. Fei descrisse la città come il «grande porto» dei paesi dell'Oceano Occidentale.

## Logistica delle flotte

### Navi

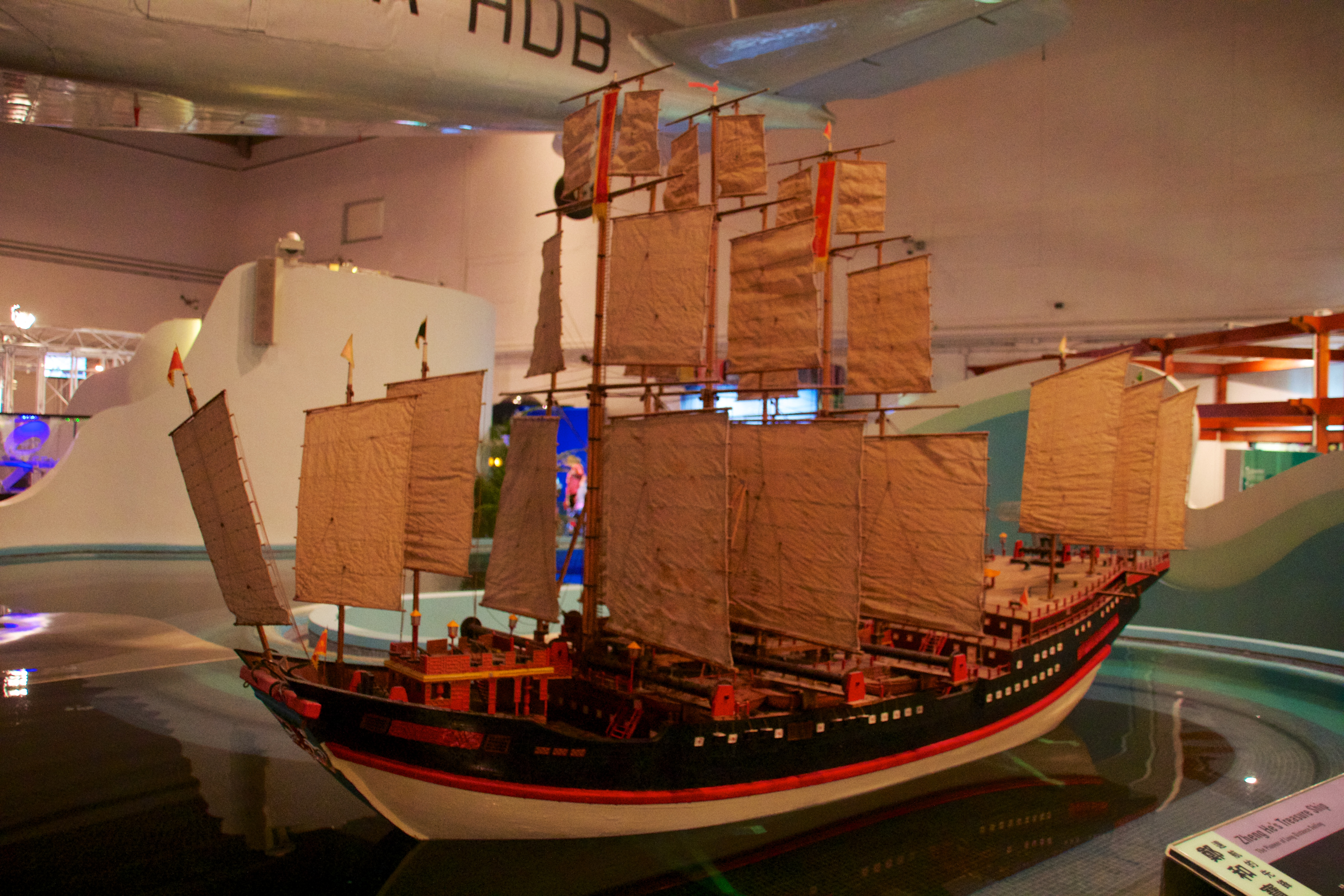
Una nave del tesoro - modello (Museo della Scienza di Hong Kong).

La flotta del tesoro comprendeva diverse tipologie di navi, ognuna delle quali svolgeva funzioni specializzate.

Le navi del tesoro(寶船T, 寶船S, bǎochuánP) erano le navi più grandi della flotta e funzionavano, stando a Finlay, come «un emporio che offriva una ricchezza di prodotti.» Erano delle grosse giunghe, avrebbero avuto una lunghezza di 120-180 metri (148 m traslitterando alla lettera la misura di 444 chi riportata dalle fonti) ed una larghezza di 55 metri, ovvero almeno il doppio dei contemporanei vascelli europei, con un equipaggio di 500-600 uomini. Avevano nove alberi sfalsati, dodici vele quadre che ne aumentavano la velocità e 24 cannoni di bronzo fuso con una portata massima di 240-275 metri. Lo Xia Xiyang registra i nomi di alcune delle grandi navi che presero parte al settimo (e ultimo) viaggio: Qinghe (清和; "pura armonia"), Huikang (惠康; "buon riposo"), Changning (長寧; "tranquillità duratura"), Anji (安濟; "traversata pacifica") e Qingyuan (清遠; "distanza pura"). Il testo riporta anche che c'erano anche navi designate da un numero di serie.
Huan afferma che i commercianti usavano piccole navi (小船; xiaochuan) per scendere a terra, presumibilmente mentre le navi più grandi rimanevano ancorate nel porto secondo Church. Gong Zhen menziona navi specificamente designate per trasportare acqua.
Il romanzo Sanbao Taijian Xia Xiyang Ji Tongsu Yanyi di Luo Maodeng, fonte comunque ritenuta poco attendibile dagli storici, contiene una descrizione di diverse classi di navi con le loro dimensioni: le 36 navi del tesoro a nove alberi (baochuan) misuravano 44,4x18 zhang; le 700 navi "dei cavalli" a otto alberi (machuan) misuravano 37x15 zhang; le 240 "navi per il grano" a sette alberi o "navi da rifornimento" (liangchuan) misuravano 28x12 zhang; le 300 navi a sei alberi per il trasporto di truppe (zuochuan) misuravano 24x9,4 zhang e le 180 navi da combattimento a cinque alberi o "navi da guerra" vere e proprie (zhanchuan) misuravano 18x6,8 zhang.

### Personale e organizzazione
L'iscrizione Liujiagang registra Zheng He (鄭和) e Wang Jinghong (王景弘) quali principali inviati dell'imperatore Ming. Registra anche Zhu Liang (朱良), Zhou Man (周滿), Hong Bao (洪保), Yang Zhen (楊真), e Zhang Da (張達) in qualità di vice-inviati. L'iscrizione Changle lo ripete, ma aggiunge Li Xing (李興) e Wu Zhong (吳忠) in qualità di vice-inviati. Tutti gli inviati sono registrati per aver ricoperto il grado di Gran Direttore in entrambe le iscrizioni, ad eccezione di Zhang Da che è stato segnalato con il grado di Assistente Direttore Senior nell'iscrizione Liujiagang e il grado di Gran Direttore nell'iscrizione Changle.  Inoltre, l'iscrizione di Changle menziona Zhu Zhen (朱真) e Wang Heng (王衡) come brigadiere. Queste persone e "altri" senza nome sono menzionati nelle rispettive iscrizioni come coloro che l'hanno composta. L'iscrizione di Changle menziona anche che il sacerdote taoista Yang Yichu (楊一初) pregò di erigere la rispettiva stele.
C'erano sette Grandi Direttori (taijian), dei quali uno era Zheng He, che servivano come ambasciatori e comandanti della flotta e dieci Piccoli Direttori (shaojian), tutti eunuchi. In totale, c'erano 70 eunuchi al comando dell'armata. Seguivano in catena di comando due brigadieri (du zhihuishi), 93 capitani (zhihuishi), 104 luogotenenti (qianhu) e 103 sottotenenti (bohu). C'erano anche 180 unità di personale medico, un direttore dell'ufficio del Ministero delle Finanze (戶部S, HùbùP), due segretari, due ufficiali del protocollo cerimoniale della Corte di Stato, un ufficiale astrologico supportato da quattro astrologi. Il personale aveva anche giudici di guardia (wei zhenfu) e giudici di battaglione (suo zhenfu). Il personale rimanente includeva sottufficiali (qixiao o quanxiao), corpi coraggiosi (yongshi), corpi del potere (lishi), soldati (indicati come guanjun, "soldati ufficiali", o qijun, "soldati di bandiera"), soprannumerari (yuding), barcaioli (minshao), compratori (maiban) e impiegati (shushou). Anche leader religiosi di fedi come Buddhismo, Induismo e Islam hanno prestato servizio nella flotta.

Xia Xiyang Zhu Yunming registra il seguente personale: ufficiali e sottufficiali (guanxiao), soldati (qijun), capi di mensa (huozhang), timonieri (tuogong), conduttori (bandingshou), interpreti (tongshi), dirigenti aziendali (banshi), contabili (susuanshi), medici (yishi), meccanici di ancore (tiemiao), calafati (munian), dacai (dacai), marinai (shuishou) e barcaioli (minshaoren).
Incrociando fonti e studi, si ottengono i seguenti dati relativi al numero delle navi e degli uomini d'equipaggio coinvolti nelle spedizioni guidate da Zheng He.
| Viaggio     | Flotta ed equipaggio |
| ----------- | --- |
| I Viaggio   | Il personale di bordo assommava 27.800-27.870 uomini e la flotta comprendeva 317 navi di cui 62 (forse 63) navi del tesoro. Il Mingshi afferma che la flotta aveva 62 navi del tesoro e un equipaggio di 27.800 persone per il primo viaggio. Il Guoque di Tan Qian registra 63 navi del tesoro e un equipaggio di 27.870 persone per il primo viaggio. Lo Zuiweilu registra 37.000 uomini in totale, ma è probabilmente un errore. Il Taizong Shilu registra due ordini imperiali per la costruzione di navi alle guardie della capitale di Nanchino: uno per 200 navi (海運船haiyunchuan) il 4 settembre 1403 e uno per 50 navi (海船haichuan ) il 1º marzo 1404. Il testo non registrava lo scopo per il quale furono costruite queste 250 navi. Lo Shuyu Zhouzilu di Yan Congjian ha unito questo a un ordine imperiale per la costruzione di 250 navi specificamente per i viaggi nell'Oceano Occidentale. Il Taizong Shilu registra anche un ordine imperiale del 2 marzo 1404 per Fujian di costruire cinque navi (haichuan) da utilizzare nei viaggi verso l'Oceano Occidentale. Queste 255 navi più le 62 navi del tesoro aggiungono fino a 317 navi per il primo viaggio. |
| II Viaggio  | Si presume che l'Armata comprendesse 249 navi. Il Taizong Shilu registra che il 5 ottobre 1407 a Wang Hao fu ordinato di supervisionare la conversione di 249 navi in preparazione delle ambasciate nei paesi dell'Oceano Occidentale. Questo era vicino alla data in cui fu ordinato il secondo viaggio, quindi la flotta probabilmente comprendeva queste 249 navi per il secondo viaggio. Il numero di navi del tesoro o personale non è noto. |
| III Viaggio | Xingcha Shenglan Fei Xin registra una la flotta comprendente 48 haibo (海舶) e un equipaggio di oltre 27.000 uomini. Dreyer afferma che Fei si riferiva probabilmente alle navi del tesoro come "haibo". Shuyu Zhouzilu Yan Shuyuan Zaji Lu Rong usano invece il termine "nave del tesoro" quando menzionano le 48 navi per questo viaggio. Per coincidenza, il Taizong Shilu registra l'ordine imperiale emesso il 14 febbraio 1408 per la costruzione di 48 navi del tesoro al Ministero dei Lavori a Nanchino; queste erano forse le 48 navi del tesoro per il terzo viaggio. Dreyer afferma che la flotta del tesoro probabilmente aveva una serie sconosciuta di navi di supporto oltre alle 48 navi del tesoro. |
| IV Viaggio  | Yingya Shenglan Ma registra 63 navi del tesoro, secondo Dreyer probabilmente accompagnate da navi di supporto. La flotta era composta da 28.560 o 27.670 uomini. Fei registra 27.670 uomini per questo viaggio, ma un'altra fonte riporta 28.560. |
| V Viaggio   | Non vi è alcun dato relativo al numero di navi e uomini per il quinto viaggio. |
| VI Viaggio  | Il 2 ottobre 1419 fu emesso un ordine per la costruzione di 41 navi del tesoro da un costruttore navale sconosciuto. La maggior parte degli studiosi concludono che questi furono probabilmente usati per il sesto viaggio, ma molte altre navi del tesoro erano già state costruite o erano in costruzione a quel tempo. Non esiste pertanto una cifra specifica per le navi o il personale di bordo del sesto viaggio. La flotta del tesoro probabilmente utilizzava diverse dozzine di navi del tesoro, ciascuna accompagnata da una mezza dozzina di navi di supporto. |
| VII Viaggio | Le iscrizioni Liujiagang e Changle parlano di oltre un centinaio di grandi navi (巨舶 jubo). Dreyer suggerisce che queste navi probabilmente includevano la maggior parte delle rimanenti navi del tesoro, che erano probabilmente accompagnate da navi di supporto. Lo Xia Xiyang registra i nomi di diverse navi: Qinghe (清和; "pura armonia"), Huikang (惠康; "buon riposo"), Changning (長寧; "tranquillità duratura"), Anji (安濟; "traversata pacifica") e Qingyuan (清遠; "distanza pura") e osserva che c'erano anche navi designate da un numero di serie. La flotta comprendeva 27.550 uomini come personale per il viaggio. |

### Navigazione

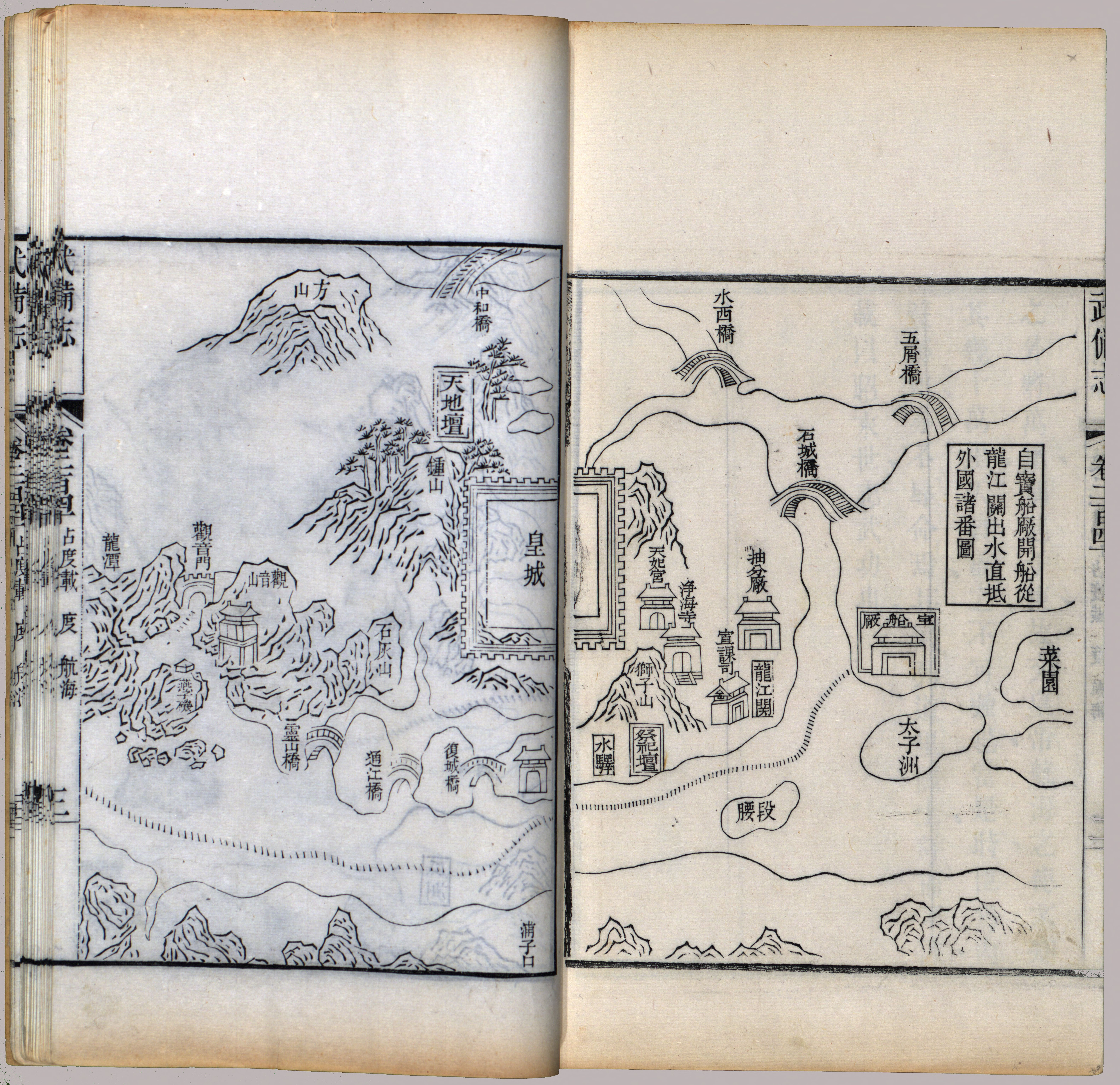
La mappa di Mao Kun (SEZIONE) - (Biblioteca del Congresso)

Durante i viaggi, la flotta acquisì e raccolse una grande quantità di dati sulla navigazione: questi furono specificamente registrati dall'ufficiale astrologico e dai suoi quattro astrologi. I dati di navigazione sono stati elaborati in diversi tipi di carte da un ufficio cartografico, comprendente un ufficiale astrologico, quattro astrologi e i loro impiegati. Forniva ai comandanti di spedizione le carte di navigazione necessarie per i loro viaggi. Molte copie delle carte di spedizione erano conservate presso il Ministero della Guerra. Ulteriori dati di navigazione furono probabilmente forniti anche da piloti marittimi locali, registri arabi, registri indiani e altri registri cinesi.

Le rotte dei viaggi si riflettono nella mappa di Mao Kun. La mappa è raccolta nel Wubei Zhi, compilato da Mao Yuanyi. Raffigura varie località geografiche, da Nanchino a Hormuz, nonché la costa dell'Africa orientale, con percorsi illustrati da linee tratteggiate.
 
Mills data le indicazioni della mappa al 1422 circa, poiché ritiene che i dati di navigazione siano stati inseriti nella mappa durante la spedizione tra il 1421 e il 1422. Le direzioni sono espresse dai punti cardinali e dalle distanze nei turni di guardia nella marina militare, con riferimenti alle tecniche di navigazione (come lo scandaglio per evitare acque poco profonde) e all'astronomia, in particolare lungo la rotta nord-sud dell'Africa dove la latitudine è determinata dall'altezza delle costellazioni relative all'orizzonte. La mappa di Mao Kun è corredata da quattro diagrammi stellari che sono stati usati per determinare la posizione della nave in relazione alle stelle e alle costellazioni su sezioni specifiche della rotta marittima.

## Cronotassi delle Armate del tesoro

### Primo viaggio (1405)

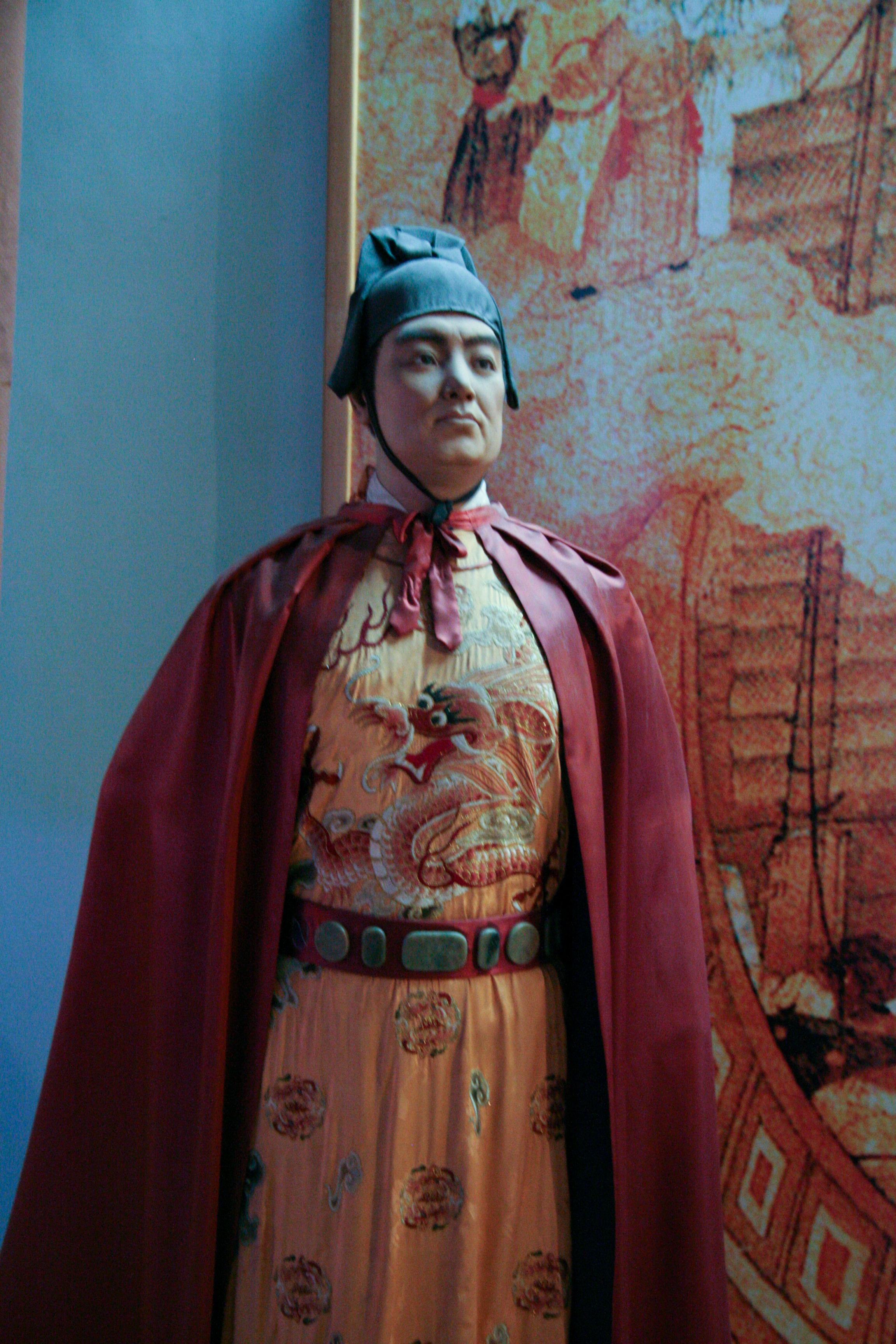
L'ammiraglio Zheng He - statua di cera (Museo marittimo di Quanzhou).

Nel terzo mese lunare (dal 30 marzo al 28 aprile) del 1405, fu emesso un ordine preliminare all'ammiraglio Zheng He e ad altri ufficiali di condurre 27.000 uomini nell'Oceano Occidentale. Fu emanato un editto imperiale, datato 11 luglio 1405, contenente l'ordine per la spedizione. Era indirizzato a Zheng He, Wang Jinghong e altri.
L'imperatore tenne un banchetto per l'equipaggio la sera prima della partenza, durante il quale furono presentati dei doni agli ufficiali e all'equipaggio comune secondo il grado di ciascuno. Sacrifici e preghiere furono offerti a Tianfei, la dea protettrice dei marinai, nella speranza di garantire un viaggio di successo e un passaggio sicuro durante il viaggio. Nell'autunno del 1405, la flotta del tesoro si era radunata a Nanchino ed era pronta a partire dalla città. Secondo la voce del Taizong Shilu dell'11 luglio 1405 circa l'invio della flotta, Zheng e "altri" partirono per la prima spedizione «portando lettere imperiali ai paesi dell'Oceano Occidentale e con doni ai loro re di broccato d'oro, modellato sete e garze di seta colorate, secondo il loro status.» L'Armata del tesoro fece una sosta a Liujiagang, ove fu organizzata in squadroni mentre l'equipaggio onorava Tianfei con preghiere e sacrifici. Quindi, la flotta ha navigato lungo la costa fino all'ancoraggio di Taiping a Changle, dove ha atteso il monsone di nord-est. Altre preghiere e sacrifici sono stati condotti per la dea Tianfei dall'equipaggio durante l'attesa. Successivamente, la flotta salpò verso il mare traversando il Wuhumen.
La flotta del tesoro salpò per Champa, Giava, Malacca, le Isole Aru, Semudera, Lambri, Ceylon, Kollam e Calicut. Da Lambri, la flotta del tesoro navigò attraverso l'Oceano Indiano invece di seguire la costa del Golfo del Bengala fino a Ceylon. Tre giorni dopo la partenza da Lambri, una nave si staccò e si diresse alle isole Andamane e Nicobare. Dopo sei giorni dalla separazione, la flotta del tesoro vide le montagne di Ceylon e arrivò alla sua costa occidentale due giorni dopo. Hanno lasciato questa regione quando sono stati accolti con ostilità dal sovrano locale, Alagakkonara. Dreyer ritiene possibile che Zheng abbia fatto scalo a Quilon, anche se non ci sono resoconti che lo confermino, perché il re di Quillon viaggiò con la flotta in Cina nel 1407. Mills afferma invece che la flotta potrebbe aver trascorso quattro mesi a Calicut da dicembre ad aprile 1407. Intorno a Kanyakumari, all'estremità meridionale del Subcontinente indiano, la flotta cambiò direzione e iniziò il viaggio di ritorno in Cina, durante il quale si fermò nuovamente a Malacca.
Durante il viaggio di ritorno nel 1407, Zheng ingaggiò Chen Zuyi e la sua flotta pirata a Palembang. Chen Zuyi era un capo-pirata che aveva conquistato Palembang e dominava la rotta marittima dello stretto di Malacca. Lo scontro si concluse con la vittoria dei cinesi che, il 2 ottobre 1407, al loro ritorno a Nanchino, giustiziarono pubblicamente Chen Zuyi e i suoi luogotenenti scampati alla morte in battaglia. La corte Ming nominò Shi Jinqing come sovrintendente della pacificazione di Palembang, stabilendo un alleato a Palembang e assicurando l'accesso al suo porto.
La flotta tornò a Nanchino il 2 ottobre 1407. Dopo aver accompagnato la flotta del tesoro durante il viaggio di ritorno, gli inviati stranieri (da Calicut, Quilon, Semudera, Aru, Malacca e altre nazioni non specificate) hanno visitato la corte Ming per rendere omaggio e presentare tributo con i loro prodotti locali. Yongle ordinò pertanto al Ministero dei riti (禮部S, LǐbùP), i cui compiti includevano il protocollo relativo agli ambasciatori stranieri, di preparare doni per i re stranieri che avevano inviato ambasciatori alla sua corte.

### Secondo viaggio (1407)
L'ordine imperiale per il secondo viaggio fu emesso nell'ottobre 1407. L'editto era indirizzato a Zheng He, Wang Jinghong e Hou Xian (侯顯). Qixiuleigao Lang Ying (七修類稿) riporta che Zheng, Wang e Hou furono spediti nel 1407. Il Taizong Shilu registra che Zheng e altri andarono come inviati nei paesi di Calicut, Malacca, Semudera, Aru, Jiayile, Java, Siam, Champa, Kochi, Abobadan, Quilon, Ganbali e Ganbali.
Il 30 ottobre 1407, un grande direttore fu inviato con uno squadrone a Champa prima che Zheng lo seguisse con il corpo principale dell'armata. Le navi salparono nel quinto anno di regno dell'imperatore, in una data quindi non precisata tra la fine 1407 o forse all'inizio 1408. Viaggiarono da Nanchino a Liujiagang a Changle, poi proseguirono verso Champa, il Siam, Giava, Malacca, Semudera, Aru e Lambri a Sumatra, Jiayile, Abobadan, Ganbali, Quilon, Kochin e Calicut in India. Dreyer afferma che è possibile che Siam e Java siano stati visitati dalla flotta principale o da squadroni distaccati prima di raggrupparsi a Malacca. Durante questo viaggio, Zheng e la sua flotta non sbarcarono a Ceylon. La flotta fu incaricata di eseguire l'investitura formale di Mana Vikraan come Zamorin (lett. "Re del Mare") di Calicut ed una stele fu lasciata in loco per commemorare l'amicizia tra il Celeste Impero e il regno indiano.
In questo viaggio, i cinesi stabilirono con la forza l'inimicizia tra la Cina Ming e Giava. In una guerra civile a Giava tra il 1401 e il 1406, il re di Giava occidentale uccise 170 membri di un'ambasciata cinese che erano sbarcati nel territorio del suo rivale a Giava orientale. La voce datata 23 ottobre 1407 nel Ming Shilu afferma che il re occidentale di Giava aveva inviato un inviato alla corte Ming per ammettere la sua colpa per aver ucciso per errore 170 truppe Ming che erano sbarcate per commerciare. Dichiara inoltre che la corte Ming ha risposto chiedendo 60.000 liang d'oro per il risarcimento e l'espiazione, avvertendo che avrebbero inviato un esercito per punire il sovrano giavanese per il suo crimine se non avesse rispettato e affermando che la situazione in Annam (riferendosi a Ming La riuscita invasione del Vietnam da parte della Cina) potrebbe servire da esempio. I cinesi accettarono il pagamento e le scuse e ripristinarono le relazioni diplomatiche. Shuyu Zhouzilu Yan Congjian nota che l'imperatore in seguito perdonò 50.000 liang d'oro che erano ancora dovuti da questo finché il sovrano occidentale fu pentito per il suo crimine. Tan osserva che Zheng aveva sottoposto il caso delle uccisioni all'imperatore per una decisione, piuttosto che intraprendere un'invasione militare per vendetta, poiché le uccisioni non erano intenzionali. I cinesi avrebbero usato ulteriori viaggi per mantenere la sorveglianza su Giava.
Durante il viaggio, come riportato da Fei Xin, la flotta visitò le Isole Similan (Pulau Sembilan) nello Stretto di Malacca nel settimo anno del regno di Yongle (1409). Dreyer 2007 conclude che la sosta è stata effettuata durante il viaggio di ritorno del secondo viaggio poiché la flotta del tesoro non ha lasciato la costa cinese per il terzo viaggio fino all'inizio del 1410. Fei scrisse che "Nel settimo anno di Yongle, Zheng He e i suoi associati inviarono truppe governative sull'isola per tagliare l'incenso. Hanno ottenuto sei tronchi, ciascuno di otto o nove chi [note 5] di diametro e sei o sette zhang [note 5] di lunghezza, il cui aroma era puro e di vasta portata. Il motivo [del legno] era nero, con linee sottili. Gli abitanti dell'isola spalancarono gli occhi e tirarono fuori la lingua per lo stupore, e gli fu detto che «Noi siamo i soldati della Corte Celeste, e il nostro potere maestoso è come quello degli dèi.» La flotta del tesoro tornò a Nanchino nell'estate del 1409.
La confusione sul fatto che Zheng abbia intrapreso il secondo viaggio deriva dal fatto che un inviato cinese è stato inviato prima di partire con il corpo principale della flotta.  L'editto imperiale per il terzo viaggio fu emesso durante il secondo viaggio mentre la flotta del tesoro era ancora nell'Oceano Indiano, quindi Zheng era assente quando la corte emise l'ordine imperiale o non aveva accompagnato la flotta durante il secondo viaggio. Il 21 gennaio 1409 si tenne una grandiosa cerimonia in onore della dea Tianfei, dove ricevette un nuovo titolo. Duyvendak (1938) pensa che Zheng non avrebbe potuto essere al secondo viaggio, perché l'importanza della cerimonia richiedeva la presenza di Zheng. Mills (1970), citando Duyvendak (1938), afferma anche che non accompagnò la flotta per questo viaggio. Tuttavia, Dreyer 2007 afferma che è fortemente suggerito che Zheng fosse stato nel secondo viaggio, poiché il resoconto di Fei sulla visita del 1409 a Pulau Sembilan lo menziona esplicitamente.

### Terzo viaggio (1409)
L'ordine imperiale per il terzo viaggio, indirizzato a Zheng He, Wang Jinghong e Hou Xian, fu emesso nel primo mese del settimo anno del regno di Yongle (dal 16 gennaio al 14 febbraio 1409).
Zheng intraprese il viaggio nel 1409. La flotta partì da Liujiagang nel nono mese (dal 9 ottobre al 6 novembre 1409) e arrivò a Changle il mese successivo (dal 7 novembre al 6 dicembre). Le navi salparono da Changle nel dodicesimo mese (dal 5 gennaio al 3 febbraio 1410), procedendo lungo il Wuhumen, per poi fare tappa a Champa, Giava, Malacca, Semudera, Ceylon, Quilon, Cochin e Calicut. Hanno raggiunto Champa in 10 giorni. Wang e Hou fecero brevi deviazioni nel Siam, a Malacca, Semudera e Ceylon. L'armata sbarcò a Galle (Ceylon) nel 1410.
Durante il viaggio di ritorno, nel 1411, l'Armata affrontò il re Alakeshvara (Alagakkonara) di Ceylon. Alakeshvara rappresentava una minaccia per i paesi e le acque locali di Ceylon e dell'India meridionale. Quando i cinesi arrivarono a Ceylon, erano prepotenti e sprezzanti nei confronti dei cingalesi, che consideravano maleducati, irrispettosi e ostili. Hanno anche risentito dei singalesi per aver attaccato e commesso pirateria contro i paesi vicini che avevano relazioni diplomatiche con la Cina Ming. Zheng e 2.000 soldati viaggiarono via terra verso Kotte, perché Alakeshvara li aveva attirati nel suo territorio. Il re separò Zheng e i suoi uomini dalla flotta ancorata a Colombo, mentre pianificava un attacco a sorpresa alle navi cinesi. In risposta, Zheng e le sue truppe invasero Kotte e ne occuparono la capitale. L'esercito singalese, forte di più di 50.000 soldati, tornò frettolosamente a circondare la capitale, ma fu ripetutamente sconfitto in battaglia dagli invasori cinesi che catturarono Alakeshvara, la sua famiglia e i principali funzionari.
(Yang Rong (1515), scrivendo del conflitto a Ceylon)
Zheng tornò a Nanchino il 6 luglio 1411. Presentò i prigionieri singalesi a Yongle che decise di liberarli e restituirli al loro paese. I cinesi detronizzarono Alakeshvara in favore del loro alleato Parakramabahu VI come re con Zheng e la sua flotta a sostenerlo. Da allora in poi, l'Armata del tesoro non fu più oggetto di ostilità durante le visite a Ceylon.

### Quarto viaggio (1412)

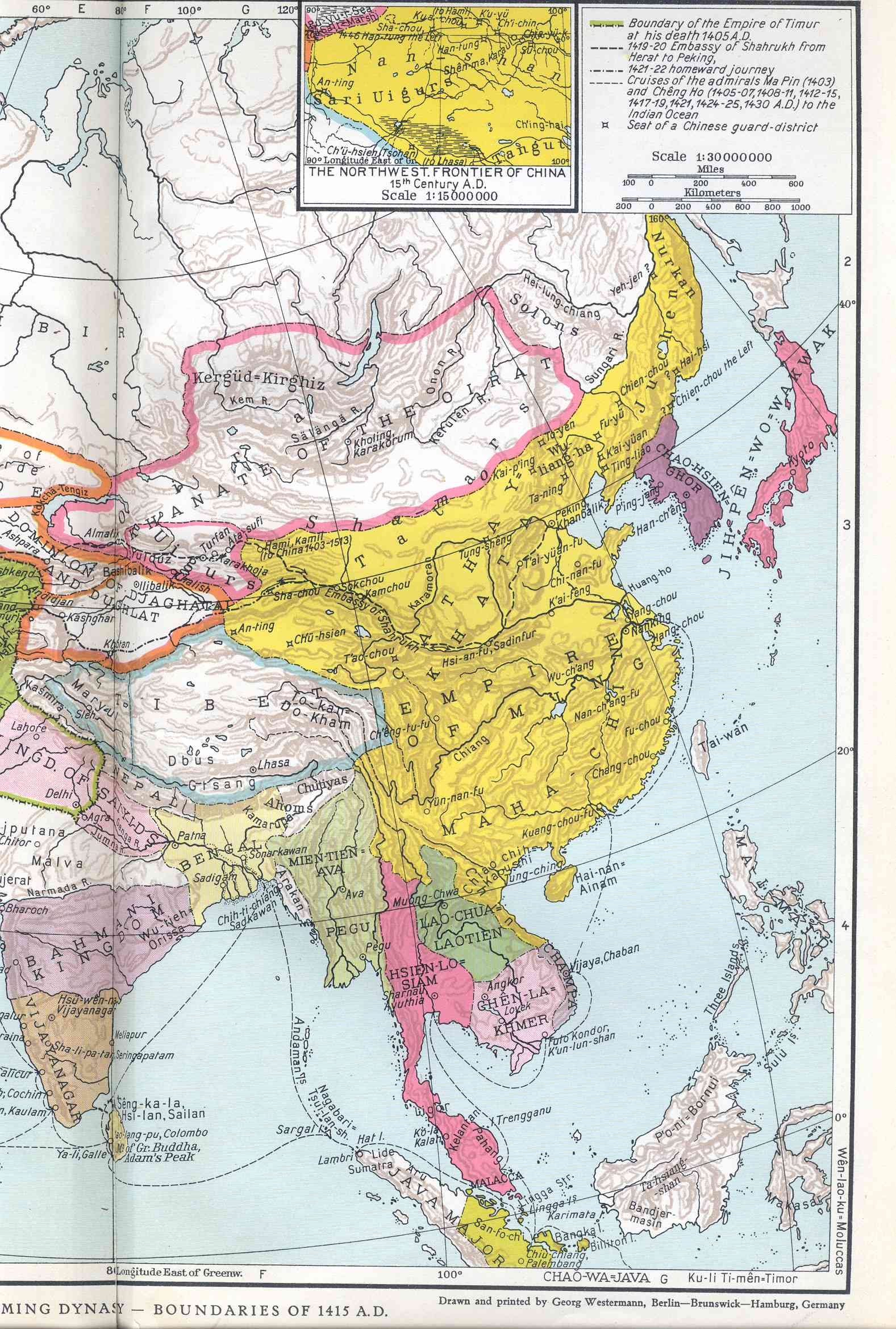
La Cina Ming nel 1415 - ill. ed. in

Il 18 dicembre 1412, l'imperatore Yongle emanò l'ordine per il quarto viaggio, comando a Zheng He e ad altri di guidarlo.
L'imperatore partecipò a una gara di tiro con l'arco per la Festa delle barche drago del 1413 (5º giorno, 5º mese, 11º anno) a cui furono invitati tutti i funzionari cinesi e gli inviati stranieri che, secondo Duyvendak, in ragione del loro grande numero dovevano comprendere molti di quelli che Zheng aveva scortato nei loro paesi durante il quarto viaggio. Questa spedizione condusse la flotta del tesoro nei paesi musulmani, quindi dev'essere stato importante per i cinesi cercare interpreti affidabili: es. l'interprete Ma Huan "Hasan", che si unì all'Armata per la prima volta in questa spedizione, stando ad un'iscrizione del 1523 nella moschea musulmana di Xi'an, fu ivi reclutato da Zheng He, giuntovi in cerca di validi interpreti, il 4º mese dell'11º anno di regno di Yongle.
La flotta di Zheng lasciò Nanchino nel 1413, probabilmente in autunno. Salpò dal Fujian nel 12º mese dell'11º anno del regno Yongle (dal 23 dicembre 1413 al 21 gennaio 1414). Calicut era la destinazione più occidentale durante i viaggi precedenti, ma questa volta la flotta la superò. Il Taizong Shilu registra Malacca, Giava, Champa, Semudera, Aru, Cochin, Calicut, Lambri, Pahang, Kelantan, Jiayile, Hormuz, Bila, le Maldive e Sunla come tappe di questo viaggio.
La flotta salpò per Champa, Kelatan, Pahang, Malacca, Palembang, Giava, Lambri, Lide, Aru, Semudera, Ceylon, Jiayile (di fronte a Ceylon), Cochin e Calicut. Liushan verso Liushan (Isole Maldive e Laccadive), Bila (Atollo di Bitra), Sunla (Atollo di Chetlat), e Hormuz. A Giava, la flotta consegnò doni e favori dall'imperatore Yongle. In cambio, un inviato giavanese arrivò in Cina il 29 aprile 1415 e presentò un tributo sotto forma di "cavalli occidentali" e prodotti locali, rendendo grazie al Celeste Imperatore.
Nel 1415, la flotta fece scalo a Sumatra settentrionale durante il viaggio di ritorno. In questa regione, Sekandar aveva usurpato il trono di Semudera a Zain al-'Abidin, ma i cinesi avevano formalmente riconosciuto quest'ultimo come re di Semudera e non Sekandar. A Zheng fu pertanto ordinato di lanciare un attacco punitivo contro l'usurpatore e ripristinare Zain al-'Abidin come legittimo re. Sekandar guidò le sue forze, secondo quanto riferito «decine di migliaia» di soldati, contro i Ming ma fu sconfitto. Secondo quanto riferito, ha attaccato con "decine di migliaia" di soldati. Le forze Ming inseguirono le forze di Sekandar a Lambri dove lo catturarono con la moglie ed il figlio. Il re Zain al-'Abidin inviò in seguito una missione di tributo per esprimere la sua gratitudine. Questo conflitto ha riaffermato il potere cinese sugli stati stranieri e sulla rotta marittima proteggendo l'autorità politica locale che proteggeva il commercio. Sekandar fu presentato all'imperatore Yongle al cancello del palazzo e successivamente giustiziato. Non si sa quando sia avvenuta questa esecuzione, ma Ma afferma che Sekandar è stato pubblicamente giustiziato nella capitale dopo il ritorno della flotta.  Fei Xin descrive Sekandar come un falso re che ha derubato, rubato e usurpato il trono di Semudera, Ma Huan lo ritrae come qualcuno che ha tentato di rovesciare il sovrano, e il Ming Shilu registra che Sekandar era il fratello minore dell'ex re e complottò per uccidere il sovrano.
Il 12 agosto 1415, la flotta di Zheng tornò a Nanchino da questo viaggio. Yongle era assente dal 16 marzo 1413 perché impegnato nella sua "Seconda campagna mongola" e non rientrò prima dello sbarco dell'Armata. Dopo il ritorno della flotta, alla corte Ming furono inviati inviati con tributi da 18 paesi.

### Quinto viaggio (1416)
Il 14 novembre 1416, l'imperatore Yongle tornò a Nanchino. Il 19 novembre si è tenuta una grande cerimonia in cui ha elargito doni a principi, funzionari civili, ufficiali militari e ambasciatori di 18 paesi. Il 28 dicembre, hanno visitato la corte Ming per prendere congedo e sono stati conferiti abiti prima della partenza. Quel giorno, l'imperatore ordinò d'intraprendere il quinto viaggio, il cui scopo era quello di riaccompagnare in patria i ambasciatori e premiare i loro re.
Zheng He e altri hanno ricevuto l'ordine di scortare gli ambasciatori a casa. Portavano lettere imperiali e doni per diversi re. Il re di Cochin ricevette un trattamento speciale perché aveva inviato tributi dal 1411 e in seguito inviato anche ambasciatori per richiedere il brevetto di investitura e un sigillo. L'imperatore Yongle gli concesse entrambe le richieste, gli conferì una lunga iscrizione (presumibilmente composta dall'imperatore stesso) e diede il titolo di "Montagna protettrice dello Stato" a una collina a Cochin.
Zheng potrebbe aver lasciato la costa cinese nell'autunno del 1417. Prima fece scalo a Quanzhou per caricare le stive della flotta con porcellane e altri beni. Reperti archeologici di porcellane cinesi contemporanee sono stati scavati nei luoghi dell'Africa orientale visitati dalla flotta di Zheng. Una tavoletta Ming a Quanzhou commemora Zheng che brucia incenso per la protezione divina durante il viaggio del 31 maggio 1417. La flotta visitò Champa, Pahang, Java, Palembang, Malacca, Semudera, Lambri, Ceylon, Cochin, Calicut, Shaliwanni (forse Cannanore), Liushan (Isole Maladive e Laccadive), Hormuz, Lasa, Aden, Mogadiscio, Brava, Zhubu e Malindi. Per l'Arabia e l'Africa orientale, la rotta più probabile era Hormuz, Lasa, Aden, Mogadiscio, Brava, Zhubu e poi Malindi. Il Tarih al-Yaman fi d-daulati r-Rasuliya riferisce che le navi cinesi raggiunsero la costa di Aden nel gennaio 1419 e non lasciarono la capitale asulide di Taʿizz prima del 19 marzo. I Rasulidi, ansiosi di proteggersi dal Sultanato mamelucco d'Egitto, si sottomisero ai Ming e inviarono missioni di tributo.
L'8 agosto 1419, la flotta era tornata in Cina. L'Imperatore Yongle era a Pechino, ma ordinò al Ministero dei Riti di dare ricompense in denaro al personale della flotta. Gli ambasciatori di accompagnamento furono ricevuti alla corte Ming nell'ottavo mese lunare (21 agosto - 19 settembre) del 1419. Il loro tributo includeva leoni, leopardi, dromedari, struzzi, zebre, rinoceronti, antilopi, giraffe e altri animali esotici.  L'arrivo dei vari animali portati da ambasciatori stranieri fece scalpore alla corte Ming.

### Sesto viaggio (1421)

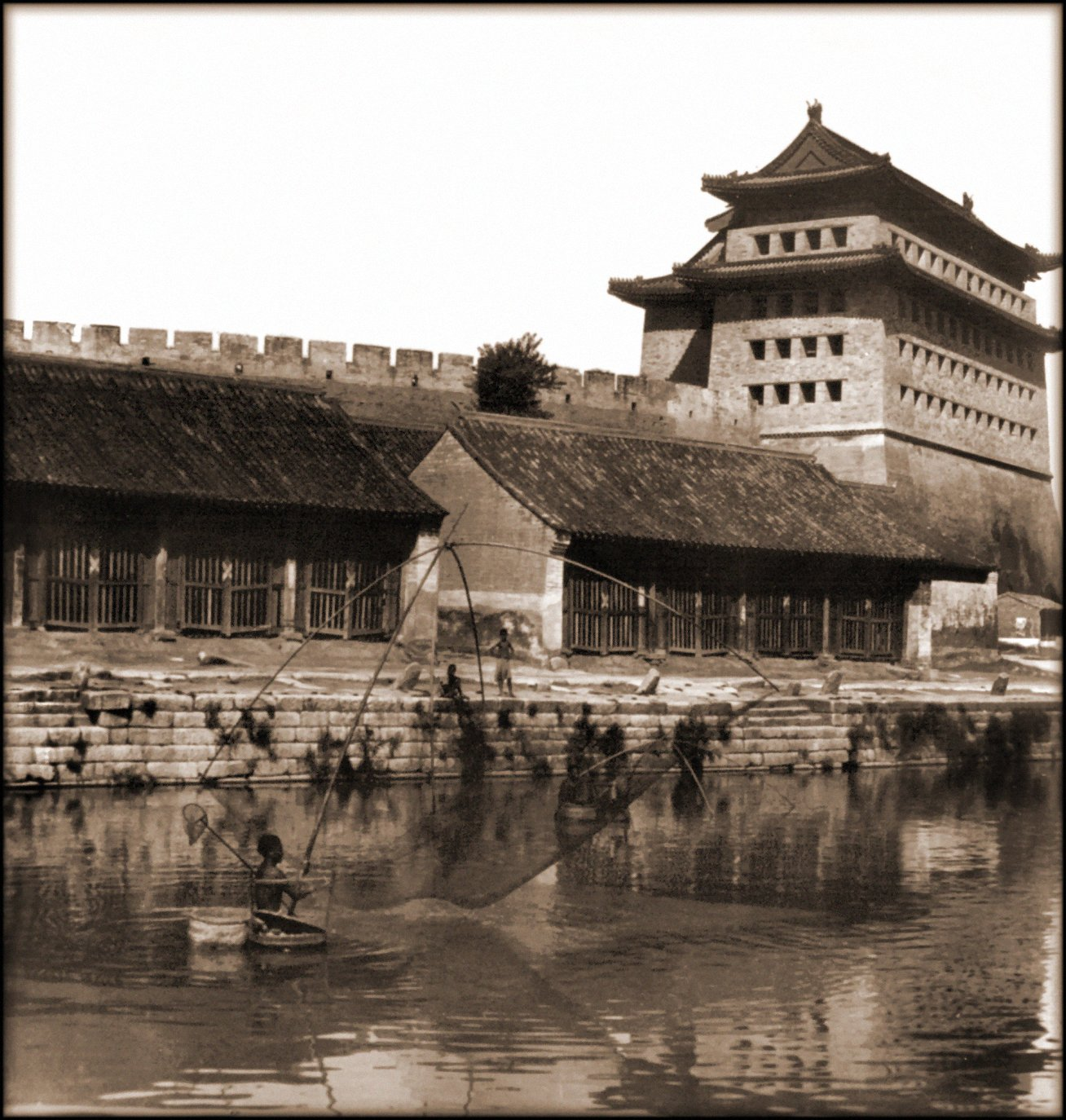
Il Gran Canale presso la Porta Orientale di Pechino

La voce del Taizong Shilu del 3 marzo 1421 rileva che gli inviati di sedici paesi (Hormuz e altri paesi) ricevettero in dono cartamoneta, moneta, abiti cerimoniali e fodere prima che la flotta del tesoro li scortasse di nuovo nei loro paesi.  L'ordine imperiale per il sesto viaggio era datato 3 marzo 1421. Zheng He fu inviato con lettere imperiali, broccato di seta, filo di seta, garza di seta e altri doni per i governanti di questi paesi.
Lo Xiyang Fanguo Zhi di Gong Zhen registra un editto imperiale del 10 novembre 1421 che istruisce Zheng He, Kong He (孔和), Zhu Buhua (朱卜花), e Tang Guanbao (唐觀保) per organizzare le disposizioni per la scorta di inviati stranieri nei loro paesi da parte di Hong Bao e di altri. Gli inviati dei 16 diversi stati furono scortati nelle loro terre d'origine dall'Armata del tesoro. È probabile che le prime destinazioni fossero Malacca e i tre stati di Sumatra di Lambri, Aru e Semudera. La flotta era divisa in diversi squadroni distaccatisi a Semudera. Tutti gli squadroni procedettero verso Ceylon, dopodiché si separarono per Jiayile, Kochi, Ganbali, o Calicut nell'India meridionale. Gli squadroni viaggiarono da lì verso le loro rispettive destinazioni a Liushan (Isole Maldive e Laccadive), Hormuz nel Golfo Persico, i tre stati arabi di Dhofar, Lasa e Aden e i due stati africani di Mogadiscio e Brava. L'eunuco Zhou (probabilmente Zhou Man) guidò uno squadrone distaccato ad Aden. Ma Huan cita Zhou Man e Li Xing in relazione alla visita di Aden. Il loro squadrone potrebbe aver visitato anche Lasa e Dhofar. Secondo il Mingshi, Zheng visitò personalmente Ganbali come inviato nel 1421. Delle dodici nazioni visitate a ovest di Sumatra, questa è stata l'unica esplicitamente segnalata come visitata dallo stesso Zheng. Anche se Quilon non è stato visitato, lo squadrone per Mogadiscio probabilmente si è separato vicino a Quilon come punto di navigazione mentre la flotta principale ha continuato a Calicut. Un grande squadrone procedette ulteriormente da Calicut a Hormuz. Potrebbero aver viaggiato attraverso le Laccadive.
Al ritorno, diversi squadroni si raggrupparono a Calicut e tutti gli squadroni si raggrupparono ulteriormente a Semudera. Siam è stato probabilmente visitato durante il viaggio di ritorno. La flotta tornò il 3 settembre 1422.   Portarono con sé inviati dal Siam, Semudera, Aden e altri paesi, che portavano tributi in prodotti locali. Gli inviati stranieri, che viaggiavano in Cina con la flotta, procedevano via terra o attraverso il Gran Canale prima di raggiungere la corte imperiale di Pechino nel 1423.

### Interludio: la guarnigione di Nanchino (1422-1431)

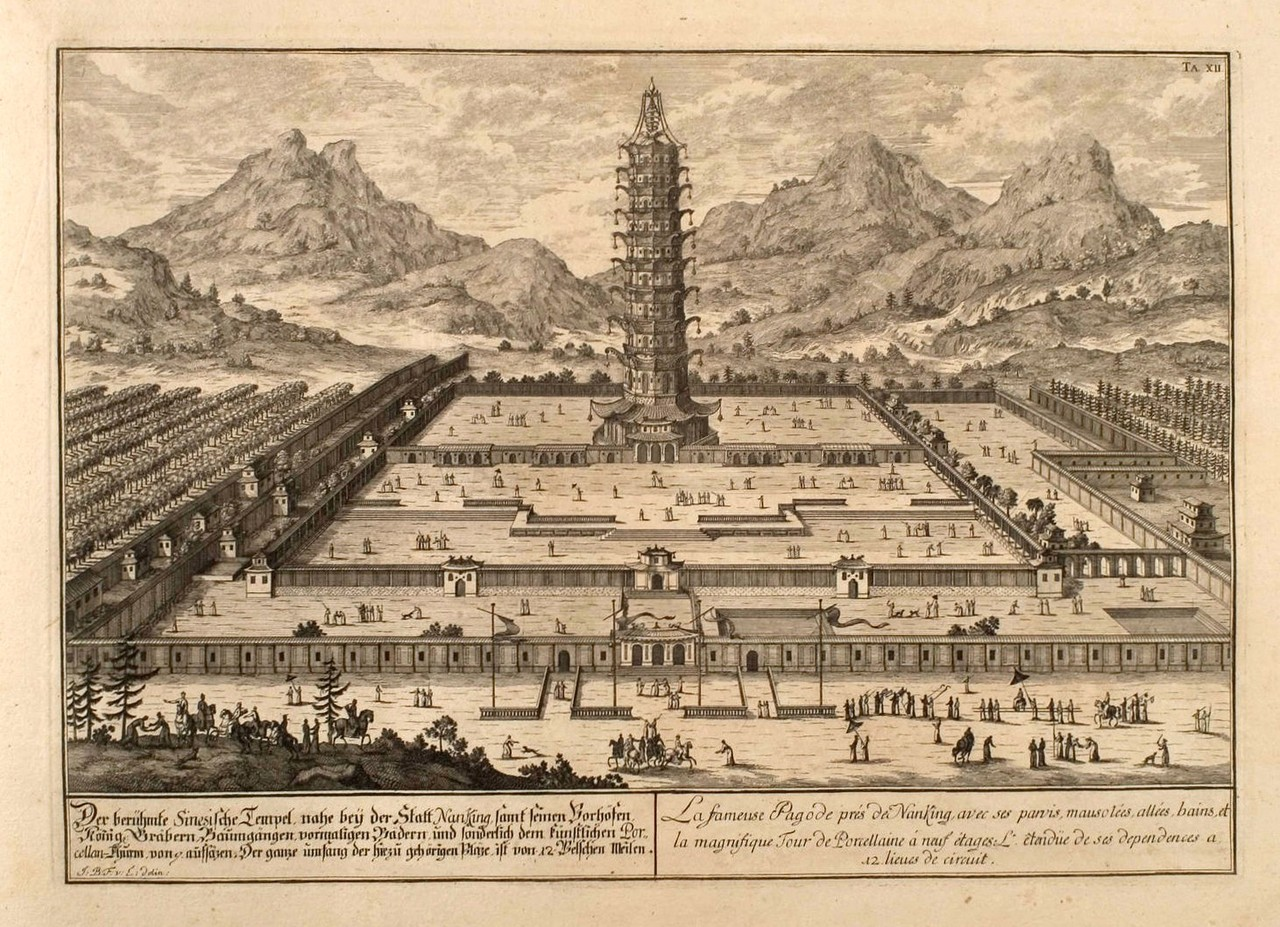
La Torre di porcellana Bao'en - ill. ed. in

Il 14 maggio 1421, Yongle ordinò la sospensione temporanea dei viaggi, dirottandone le risorse alla sua terza, quarta e quinta campagna contro i Mongoli, oltre il confine settentrionale dell'impero. Tra il 1422 e il 1431, la flotta del tesoro rimase pertanto a Nanchino per supportarvi la guarnigione cittadina. In quegli anni, i Ming effettuarono anche lo spostamento della loro corte principale e, di conseguenza, della loro guardia del corpo imperiale, da Nanchino a Pechino, privando la vecchia capitale di buona parte delle truppe che prima vi erano di guarnigione.
Nel 1424, Zheng He partì per una missione diplomatica a Palembang. Quello stesso anno, Yongle morì (12 agosto) mentre riportava a Pechino l'esercito che l'aveva accompagnato nella sua quinta campagna contro i mongoli, di là dalla grande muraglia, e suo figlio Zhu Gaozhi salì al trono con il nome dinastico di Hongxi (7 settembre 1424). Zheng He rientrò quindi da Palembang.
L'imperatore Hongxi era ostile all'Armata del tesoro e vi pose fine da subito: non programmò ulteriori viaggi e riassegnò la flotta, pur mantenendone la designazione Xiafan Guanjun, alla guarnigione di Nanchino. Il 24 febbraio 1425, l'imperatore nominò Zheng difensore di Nanchino e gli confermò il comando sull'armata del tesoro per garantire la difesa della città. Hongxi morì il 29 maggio 1425 e gli successe il figlio Xuande.
Il 25 marzo 1428, l'imperatore Xuande ordinò a Zheng e ad altri di supervisionare la ricostruzione e la riparazione del Torre di porcellana Bao'en a Nanchino, opera completata nel 1431. È possibile che i fondi per costruirlo siano stati sottratti ai viaggi del tesoro.

### Settimo viaggio (1430)
Gong Zhen registra che il 25 maggio 1430 fu emesso un ordine imperiale per disporre l'invio di Zheng He, Wang Jinghong, Li Xing, Zhu Liang, Yang Zhen, Hong Bao e altri per affari ufficiali nei paesi dell'Oceano Occidentale. Era indirizzato a Yang Qing (楊慶), Luo Zhi (羅智), Tang Guanbo (唐觀保), e Yuan Cheng (袁誠). Il 29 giugno 1430, l'imperatore Xuande emanò i suoi ordini per il settimo viaggio. Era indirizzato a Zheng e ad altri. Lo Xuanzong Shilu riferisce che Zheng, Wang e altri furono mandati in lontane terre straniere per portarli alla deferenza e alla sottomissione. L'imperatore desiderava rinvigorire le relazioni tributarie promosse durante il regno di Yongle. Prima di partire per il settimo viaggio, Zheng e i suoi compagni fecero incidere le iscrizioni Liujiagang e Changle.
Lo Xia Xiyang fornisce informazioni sulle date e sull'itinerario di questo viaggio. [note 10] Il 19 gennaio 1431, la flotta si imbarcò da Longwan (lett. "baia del drago") a Nanchino. Il 23 gennaio arrivarono a Xushan (un'isola non identificata nello Yangtze) dove andarono a caccia. Il 2 febbraio attraversarono il canale di Fuzi (attuale canale di Baimaosha). Arrivarono a Liujiagang il 3 febbraio e a Changle l'8 aprile. Giunsero a Fu Tou Shan (forse vicino a Fuzhou) il 16 dicembre. Il 12 gennaio 1432 traversarono il Wuhumen (all'ingresso del fiume Min). Arrivarono a Vijaya (vicino all'attuale Qui Nhon) a Champa il 27 gennaio e partirono da lì il 12 febbraio. Arrivarono a Surabaya (Giava) il 7 marzo e partirono da lì il 13 luglio, arrivando a Palembang il 24 luglio per poi dipartirne il 27 luglio e giungere a Malacca il 3 agosto, sostandovi fino al 2 settembre. Arrivarono a Semudera il 12 settembre e ne dipartirono il 2 novembre, giungendo a Beruwala (Ceylon) il 28 novembre ove sostarono fino al 2 dicembre. Giunsero a Calicut il 10 dicembre e ripartirono il 14 dicembre, arrivando a Hormuz il 17 gennaio 1433 e da lì ripartirono il 9 marzo.
(Zheng He)
Hormuz era la più occidentale delle otto destinazioni registrate per il settimo viaggio nello Xia Xiyang. Il Mingshi e altre fonti citano invece un totale di diciassette paesi, comprensivi di quelli già citati nello Xia Xiyang. Le destinazioni aggiuntive sarebbero state: Ganbali, il Bengala, le Laccadive e le Maldive, Dhofar, Lasa, Aden, La Mecca, Mogadiscio e Brava. Gong ha registrato un totale di 20 paesi visitati. Fei Xin afferma che la flotta sostò anche alle isole Andamane e Nicobare, aggiungendo che, il 14 novembre 1432, l'Armata arrivò a Cuilanxu (probabilmente l'isola Gran Nicobar) ove ancorò per tre giorni a causa dei venti e delle onde sfavorevoli. Riporta che i nativi giunsero su barche di tronchi per commerciare noci di cocco con i cinesi. Le vicine Aru, Nagur, Lide e Lambri furono certamente visitate da alcune navi, secondo Dreyer 2007, sulla strada per Semudera nel nord di Sumatra.
Zheng è menzionato nel Mingshi in relazione alle visite di Ganbali, Lasa, Djorfar, Mogadiscio e Brava. Dreyer 2007 giudica il resoconto non è chiaro se sia andato in quei luoghi di persona, ma la formulazione potrebbe indicare che lo ha fatto come afferma che ha proclamato istruzioni imperiali ai re di questi paesi. Egli osserva che è anche possibile che Zheng non l'abbia fatto, perché la flotta ha fatto solo brevi soste a Calicut (4 giorni all'andata e 9 giorni a casa), che non avrebbero fornito abbastanza tempo per viaggiare via terra a Ganbali, a meno che la posizione non si riferisse a Coimbatore, ma altrove nell'India meridionale. Il viaggio via terra potrebbe essere stato intrapreso da qualcuno diverso da Zheng.
Hong comandò uno squadrone per il viaggio nel Bengala, nel cui equipaggio figura l'interprete Ma Huan. Non si sa quando si siano staccati esattamente dalla flotta del tesoro per il Bengala. Salparono direttamente da Semudera al Bengala e, ivi giunti, visitarono Chittagong, Sonargaon e la capitale Gaur. Successivamente, salparono direttamente dal Bengala a Calicut. La flotta di Zheng era partita da Calicut per Hormuz quando lo squadrone di Hong arrivò a Calicut. A Calicut, Hong notò che venivano preparate navi locali per La Mecca e imbarcò allora sette cinesi su uno di quei legni, uno dei quali era probabilmente Ma Huan. Dopo un anno, i sette "meccani" tornarono con merci e oggetti di valore, tra cui giraffe, leoni e struzzi, che avevano acquistato. Dreyer suggerisce che Hong potrebbe anche aver raggiunto altre destinazioni come Dhofar, Lasa, Aden, Mogadiscio e Brava.
Dreyer afferma che anche i seguenti paesi potrebbero essere stati visitati da alcune navi al passaggio della flotta: Siam; gli stati settentrionali di Sumatra di Aru, Nagur, Lide e Lambri (quando si naviga verso Semudera); e Quilon e Kochi (quando salpano per Calicut).  Mills (1970) conclude che i soci di Zheng, non lo stesso Zheng, avevano visitato Siam, Aru, Nagur, Lide, Lambri, Isole Nicobare, Bengala, Quilon, Cochi, Coimbatore, Isole Maldive, Dhufar, Lasa, Aden, La Mecca, Mogadiscio e Brava.  Pelliot (1933) suggerisce che gli squadroni si siano staccati dalla flotta a Hormuz per recarsi ad Aden, nei porti dell'Africa orientale e forse a Lasa.
Lo Xia Xiyang ha fornito anche le date e l'itinerario, come descritto di seguito, per la rotta di ritorno del settimo viaggio. La flotta partì da Hormuz il 9 marzo 1433, arrivò a Calicut il 31 marzo e partì da Calicut il 9 aprile per attraversare l'oceano. Sono arrivati a Semudera il 25 aprile e sono partiti da lì il 1 maggio. Il 9 maggio arrivarono a Malacca. Sono arrivati all'Oceano Kunlun il 28 maggio. Arrivarono a Vijaya (attuale Qiu Nhon) il 13 giugno e vi partirono il 17 giugno. Lo Xia Xiyang registra diversi avvistamenti geografici [note 16] a questo punto. La flotta arrivò a Taicang il 7 luglio. Lo Xia Xiyang nota di non aver registrato le tappe successive, cioè il viaggio tra Taicang e la capitale Pechino. Il 22 luglio 1433 arrivarono nella capitale Pechino. Il 27 luglio, l'imperatore Xuande concesse abiti da cerimonia e banconote al personale della flotta.
Secondo Dreyer, poiché la flotta principale non rimase a lungo a Calicut, gli squadroni distaccati probabilmente si erano già riuniti lì per il viaggio di ritorno. L'autore osserva che non si sono fermati a Ceylon o nel sud dell'India, perché stavano navigando in condizioni favorevoli e stavano correndo prima del monsone di sud-ovest, e registra che le varie navi distaccate si ritrovarono a Malacca in attesa di venti favorevoli per continuare il viaggio di ritorno insieme.
Zheng tornò in patria con inviati da 11 paesi, incluso uno da La Mecca. Il 14 settembre 1433, come riportato nello Xuanzong Shilu, i seguenti inviati vennero a corte per presentare tributi: il re Zain al-Abidin di Semudera mandò suo fratello minore Halizhi Han e altri, il re Bilima di Calicut mandò il suo ambasciatore Gebumanduluya e altri, il re Keyili di Kochi inviò il suo ambasciatore Jiabubilima e altri, il re Parakramabahu VI di Ceylon inviò il suo ambasciatore Mennidenai e altri, il re Ali di Dhofar inviò il suo ambasciatore Hajji Hussein e altri, il re Al-Malik az-Zahir Yahya b. Isma'il di Aden inviò il suo ambasciatore Puba e altri, il re Devaraja di Coimbatore inviò il suo ambasciatore Duansilijian e altri, il re Sa'if-ud-Din di Hormuz inviò lo straniero Malazu, il re di "Old Kayal" (Jiayile) inviò il suo ambasciatore Abd-ur-Rahman e altri e il re de La Mecca inviò il capo (toumu) Shaxian e altri.

## La fine

### Un bilancio delle spedizioni

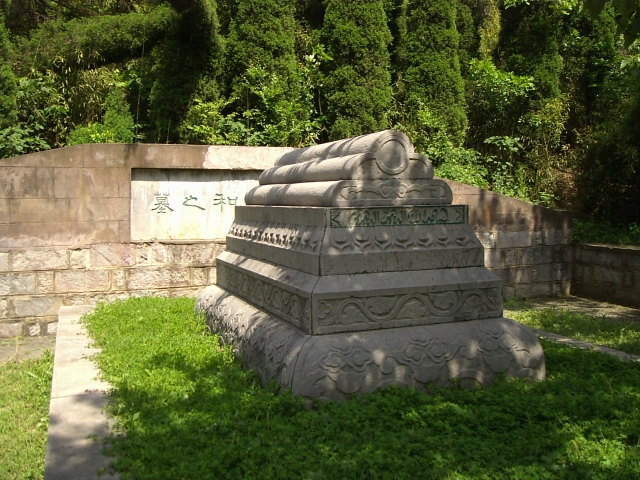
La tomba vuota dell'ammiraglio Zheng He a Nanchino.

Nel corso dei viaggi, la Cina Ming era diventata la principale potenza navale dell'inizio del XV secolo. Yongle aveva esteso il controllo imperiale su terre straniere grazie alle spedizioni ma nel 1433 i viaggi cessarono e la Cina si chiuse entro i propri confini, allontanandosi dai mari.
Il commercio fiorì ancora molto tempo dopo che i viaggi erano cessati. Le navi cinesi continuarono a controllare il commercio marittimo dell'Asia orientale ed a commerciare con l'India e l'Africa orientale. Tuttavia, il sistema tributario imperiale sulle regioni straniere e il monopolio statale sul commercio estero crollarono con il passare del tempo, a vantaggio del commercio privato. I viaggi del tesoro Ming erano stati un mezzo per stabilire collegamenti diretti tra la corte Ming e gli stati tributi stranieri, che avevano effettivamente aggirato sia i canali commerciali privati che i funzionari civili locali che stavano sabotando i divieti agli scambi esteri del Haijin. La fine dei viaggi ha portato allo spostamento del commercio estero nel dominio delle autorità locali, che ha ulteriormente minato l'autorità del governo centrale.
La nobiltà e l'esercito erano una parte importante dell'élite dominante nei regni di Hongwu e Yongle, ma il potere politico si spostò gradualmente al governo civile sotto i successivi Ming. Di conseguenza, la fazione degli eunuchi non fu capace di raccogliere sufficiente sostegno per avviare progetti contrastati da funzionari civili che, per parte loro, diffidarono di qualsiasi tentativo degli eunuchi di riavviare i viaggi del tesoro. Tuttavia, al netto di queste trame di palazzo, gli storici ritengono che nessuno dei successori di Xuande avrebbe preso seriamente in considerazione l'idea di intraprendere nuove spedizioni. La fine dei viaggi del tesoro provocò un vuoto di potere nell'Oceano Indiano, preparando il complesso palcoscenico che avrebbe accolto l'arrivo delle navi portoghesi di Vasco da Gama nel 1499.

### Cause della cessazione
Non è esattamente noto il motivo per cui le spedizioni transoceaniche cessarono bruscamente nel 1433. Duyvendak suggerisce che i costi pesanti abbiano in parte contribuito alla fine delle spedizioni, ma Ray, Finlay e Dreyer notano che detti costi non avevano sovraccaricato la tesoreria dei Ming. Ray aggiunge che i viaggi del tesoro Ming erano un'impresa redditizia e rifiuta l'idea che i viaggi siano stati interrotti perché erano dispendiosi, costosi o antieconomici.
Anche se i funzionari civili nutrivano rancore nei confronti degli eunuchi per la loro natura prepotente e l'interferenza negli affari di stato, gran parte dell'ostilità che arrivò a caratterizzare il rapporto tra i due gruppi si manifestò molto tempo dopo la fine dei viaggi, quando gli eunuchi esercitarono il loro potere per arricchirsi attraverso estorsioni e perseguitare i loro oppositori. Secondo Lo e Ray, l'ostilità tra queste fazioni non può spiegare la cessazione dei viaggi. Lo nota anche che Zheng He era in rapporti amichevoli con molti alti funzionari ed era rispettato da loro, mentre Ray menziona che eunuchi come Zheng He e Hou Xian erano tenuti in grande considerazione dalla corte. I viaggi sono stati anche favorevolmente rappresentati nei documenti contemporanei.
Ray afferma che la cessazione dei viaggi del tesoro Ming avvenne principalmente quando commercianti e burocrati, per motivi di interesse economico e attraverso i loro collegamenti a Pechino, fecero gradualmente crollare il quadro che supportava sia l'impresa marittima controllata dallo stato sia la severa regolamentazione del commercio privato con politiche proibitive. Allo stesso modo, Lo afferma che individui ricchi e influenti hanno usato le loro connessioni a Pechino per minare gli sforzi per ripristinare il commercio sui canali ufficiali e possibilmente rilanciare i viaggi, perché volevano salvaguardare i propri interessi ed erano antagonisti al monopolio del governo del commercio estero.

## Impatto

### Obiettivi e conseguenze
I viaggi erano di natura diplomatica, militare e commerciale. Furono intrapresi per stabilire il controllo imperiale sul commercio marittimo, per portare il commercio marittimo nel sistema tributario cinese e costringere i paesi stranieri a conformarsi ad esso. L'aspetto diplomatico comprendeva l'annuncio dell'ascesa al trono di Yongle, l'instaurazione dell'egemonia sinica sui paesi stranieri e il passaggio sicuro garantito agli inviati stranieri che venivano a portare tributi al Celeste Imperatore. Forte è anche la sensazione che Yongle, usurpatore del trono del fratello, abbia inteso l'Armata del tesoro quale manifestazione legittimante della sua autorità presso i potentati stranieri.
I cinesi non cercavano il controllo territoriale, poiché erano principalmente motivati dal controllo politico ed economico nello spazio che comportava il dominio su una vasta rete con i suoi porti e rotte di navigazione. Finlay sottolinea l'obiettivo del controllo del commercio marittimo in cui i viaggi del tesoro Ming sono considerati un tentativo di conciliare la necessità della Cina per il commercio marittimo con la soppressione del governo degli aspetti privati, rappresentando «un dispiegamento del potere statale per allineare il realtà del commercio marittimo con una concezione espansiva dell'egemonia cinese.» I centri commerciali lungo le rotte marittime furono mantenuti aperti ad altre persone straniere e rimasero non occupati in uno sforzo congiunto per promuovere ulteriormente il commercio internazionale. Né la ricerca dell'accesso esclusivo né l'integrazione forzata della ricchezza dei paesi stranieri (attraverso lo sfruttamento esclusivo mediante la rimozione di risorse naturali o umane) erano una caratteristica delle spedizioni.
I viaggi cambiarono l'organizzazione della rete marittima, utilizzando e creando sulla sua scia nodi e condutture, che ristrutturarono i rapporti e gli scambi internazionali e interculturali. È stato particolarmente efficace in quanto nessun altro sistema politico aveva esercitato il dominio navale su tutti i settori dell'Oceano Indiano prima di questi viaggi. I Ming hanno promosso nodi alternativi come strategia per stabilire il controllo sulla rete. Ad esempio, il coinvolgimento cinese è stato un fattore cruciale per porti come Malacca (nel sud-est asiatico), Kochi (sulla costa del Malabar) e Malindi (sulla costa dello Swahili) per crescere come contendenti chiave ad altri porti importanti e consolidati. Attraverso i viaggi, la Cina Ming è intervenuta negli affari locali di stati stranieri e si è affermata in terre straniere. I cinesi installarono o appoggiarono regimi locali amichevoli, catturarono o giustiziarono i rivali delle autorità locali e minacciarono i governanti locali ostili di conformarsi. L'apparizione dell'Armata del tesoro dei Ming ha generato e intensificato la competizione tra le politiche contendenti e rivali, ciascuna alla ricerca di un'alleanza con il Celeste Impero.
I viaggi portarono all'integrazione regionale dell'Oceano occidentale e all'aumento della circolazione internazionale di persone, idee e merci. Ha fornito una piattaforma per discorsi cosmopoliti, che hanno avuto luogo in luoghi come le navi della flotta del tesoro Ming, le capitali Ming di Nanchino e Pechino, e i ricevimenti per banchetti organizzati dalla corte Ming per i rappresentanti stranieri. Persone provenienti da diversi paesi si sono riunite, hanno interagito e hanno viaggiato insieme mentre la flotta del tesoro Ming salpava da e verso la Cina Ming.  Per la prima volta nella sua storia, come sottolinea Sen (2016), la regione marittima dalla Cina all'Africa era sotto il dominio di un'unica potenza imperiale, che ha permesso la creazione di uno spazio cosmopolita.
Un altro scopo delle spedizioni cinesi era il mantenimento del controllo politico-ideologico in tutta la regione. A questo proposito, i vari paesi dovevano riconoscere che la Cina era la potenza egemonica nella regione, non creare problemi con i vicini e accettare il sistema tributario per il proprio interesse.  I governanti stranieri furono costretti a riconoscere l'intrinseca superiorità morale e culturale della Cina, un obbligo espresso rendendo omaggio e presentando tributi davanti alla corte Ming. I cinesi intendevano civilizzare i molti popoli stranieri portandoli alla sottomissione formale all'interno del più grande ordine mondiale della Cina Ming.  Nel corso dei viaggi, l'imperatore Yongle riaffermò l'egemonia politica e culturale della Cina Ming su tutte le altre. L'aspetto culturale dei viaggi appare nell'iscrizione di Liujiagang, in cui si afferma che «quelli tra gli stranieri che resistevano all'influenza trasformatrice (genghua) della cultura cinese e sono stati irrispettosi, abbiamo catturato vivi, e briganti che si sono abbandonati alla violenza e al saccheggio, abbiamo sterminato. Di conseguenza, la rotta marittima fu purificata e tranquillizzata e gli indigeni furono messi in grado di perseguire tranquillamente le loro occupazioni.»
La flotta del tesoro era, come definisce Mills (1970), «uno strumento di aggressione e dominio politico.» Ha portato alla manifestazione del potere e della ricchezza della Cina per intimorire le terre straniere sotto l'egemonia cinese. Ciò è stato attuato mostrando la bandiera Ming e stabilendo una presenza militare lungo le rotte commerciali marittime. Le relazioni diplomatiche erano basate sul commercio marittimo reciprocamente vantaggioso e sulla presenza visibile di una forza navale militarista cinese in acque straniere. La superiorità navale cinese Ming era un fattore cruciale in questa interazione, in particolare perché era sconsigliabile rischiare un'azione punitiva da parte della flotta cinese. Inoltre, la natura utile e redditizia dei viaggi del tesoro Ming per i paesi stranieri è stato un fattore persuasivo a conformarsi.
Una teoria, considerata molto improbabile, suggerisce che i viaggi siano stati avviati alla ricerca del detronizzato imperatore Jianwen, il secondo monarca della dinastia Ming. Questa ricerca è menzionata come una ragione per i viaggi nel successivo Mingshi. Poiché l'imperatore Yongle ha usurpato il trono, potrebbe aver cercato di legittimare il suo regno costringendo i paesi stranieri a riconoscere il loro status di tributario all'interno del grande ordine mondiale della Cina Ming. A tal fine, secondo Wang, l'intento annunciato dell'imperatore Yongle di trovare il deposto imperatore Jianwen potrebbe non essere servito ad altro che a giustificare pubblicamente i viaggi di fronte a politiche proibitive per azioni militari all'estero dal regno di Hongwu. Considerata anche molto improbabile è la teoria che i viaggi fossero una risposta all'Impero timuride di Tamerlano, un'altra potenza in tutta l'Asia e un nemico della Cina Ming. La Cina Ming fu lasciata incontrastata dai timuridi dopo la morte di Tamerlano nel 1405, perché il nuovo sovrano timuride, Shah Rukh (r. 1405-1447), normalizzò le relazioni diplomatiche con la Cina e si preoccupò di riorganizzare il suo stato invece di espanderlo ulteriormente. Entrambe le teorie mancano di supporto probatorio nelle fonti storiche contemporanee.

### Politica e amministrazione

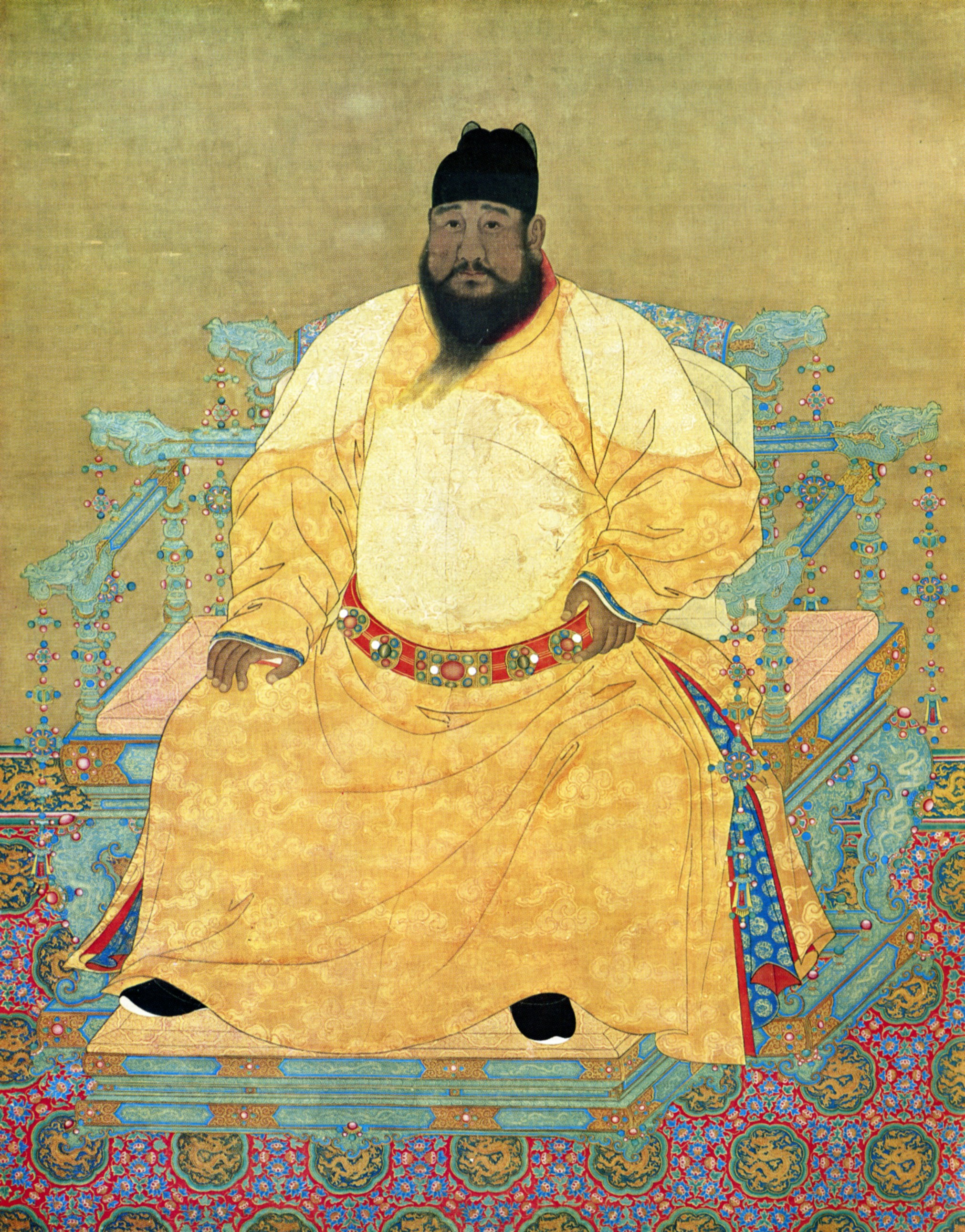
L'imperatore Xuande della Dinastia Ming - dipinto (National Palace Museum di Pechino).

Nella corte Ming, i funzionari civili erano la fazione che si opponeva ai viaggi, bollandoli di stravaganza e dispendiosità, ma Yongle non se ne curò, risoluto a promuoverli. Al contrario, la fazione degli eunuchi, come anticipato, era a capo della flotta del tesoro e delle spedizioni. Tradizionalmente, i funzionari civili non erano solo avversari politici della fazione degli eunuchi, ma anche dei militari che facevano parte dell'equipaggio della flotta. Questo svantaggio politico e istituzionale all'interno del sistema statale contribuì all'opposizione intrinseca di questi burocrati al progetto "Armata del tesoro". Inoltre, i funzionari civili criticavano le spese statali portate dalla costruzione della flotta che l'imperatore era comunque deciso a realizzare. I progetti di costruzione erano infatti di solito dominio degli eunuchi. Gli eunuchi erano incaricati di supervisionare la costruzione della flotta, mentre i militari erano incaricati di eseguirla. Per motivi culturali, i funzionari civili erano ostili ai viaggi, perché il commercio e l'acquisizione di strane merci straniere erano in conflitto con le loro ideologie confuciane. L'impresa di queste spedizioni rimase possibile solo finché gli eunuchi mantennero il favore imperiale.
Il primo imperatore Ming, Hongwu, che da capo-ribelle aveva sfruttato il commercio con l'estero come fonte di ricchezza per garantirsi una base di potere, una volta insediato sul trono cinese divenne diffidente delle conseguenze politiche e sociali che il commercio marittimo poteva portare, così l'aveva limitato mettendo al bando il commercio marittimo privato, inaugurando le politiche isolazionistiche cinesi che presero il nome di "Haijin". Questa politica continuò anche nel regno di Yongle. Inoltre, Yongle mirava a consolidare il controllo imperiale sul commercio marittimo, fermare la criminalità e il disordine costiero, fornire lavoro a marinai e imprenditori, esportare prodotti cinesi sui mercati esteri, importare beni desiderati per i consumatori cinesi, estendere il sistema tributario e mostrare maestà imperiale sui mari. I viaggi fungevano da commissioni commerciali nei tentativi del governo di regolamentare il commercio marittimo stabilendo un monopolio imperiale su di esso e incorporandolo nel sistema tributario. Dreyer afferma che sembra esserci stata l'idea di una politica estera che comprendesse un commercio estero esteso supportato da una forte presenza navale militare e una coltivazione di interessi condivisi con gli alleati locali.
L'interesse dell'imperatore per i viaggi fu il più alto durante il periodo compreso tra i primi tre viaggi, ma divenne più occupato con le sue campagne militari offensive contro i mongoli dopo aver stabilito la capitale a Pechino. Con il quarto viaggio, mostrò interesse per l'espansione del commercio e dell'attività diplomatica nell'Asia occidentale. Pertanto, i cinesi cercarono e impiegarono interpreti di lingua persiana e araba, come Ma Huan e Guo Chongli, per accompagnare la flotta. Dopo che la capitale fu trasferita da Nanchino a Pechino, il sud e i mari ricevettero sempre meno attenzione da parte di imperatori e funzionari. L'imperatore Hongxi desiderava annullare il trasferimento della capitale da parte del suo predecessore, ma morì il 29 maggio 1425 prima che potesse farlo. Gli successe Xuande che rimase a Pechino. Dreyer afferma che le prospettive per i viaggi sarebbero state migliori se la capitale fosse stata ricollocata a Nanchino, perché il tribunale sarebbe stato vicino ai luoghi in cui sono iniziati i viaggi e ai cantieri Longjiang dove sono state costruite la maggior parte delle navi.
Il ministro delle finanze Xia Yuanji era un forte oppositore dei viaggi del tesoro. L'imperatore Hongxi era anche ferocemente contro i viaggi del tesoro durante il suo regno.  Dopo aver seguito il consiglio di Xia, l'imperatore ordinò la cessazione dei viaggi del tesoro il 7 settembre 1424, giorno della sua ascesa al trono. Quando l'imperatore Xuande ordinò il settimo viaggio, andò contro l'opinione generale della corte.  Questo imperatore faceva affidamento sugli eunuchi durante il suo regno, mentre l'imperatore Hongxi si era affidato a funzionari civili.
Dopo il 1433, i funzionari civili riuscirono a fermare le successive spedizioni marittime. Le navi furono lasciate a marcire e il loro legname fu venduto come carburante a Nanchino. I marinai furono riassegnati per caricare il grano sulle chiatte del Gran Canale e per costruire il mausoleo dell'imperatore. Dopo i viaggi, i successivi imperatori Ming avrebbero rifiutato la politica dell'imperatore Yongle di portare il commercio marittimo nella struttura del sistema tributario. Le politiche conservatrici contro il commercio del governo cinese contribuirebbero all'aumento del commercio privato, che ha portato alla nascita e alla crescita di reti multinazionali a conduzione familiare.

### Aspetti militari delle spedizioni
Prima dei viaggi, c'erano turbolenze intorno ai mari vicino alla costa cinese e alle lontane regioni marittime del sud-est asiatico, caratterizzate da pirateria, banditismo, tratta degli schiavi e altre attività illecite. La flotta del tesoro disponeva di un gran numero di navi da guerra per proteggere il prezioso carico e per mettere in sicurezza le rotte marittime. Stabilirono una sostanziale presenza militare cinese intorno al Mar Cinese Meridionale e nelle città commerciali dell'India meridionale. Le prime fasi dei viaggi furono particolarmente caratterizzate da obiettivi altamente militaristici, poiché i cinesi stabilizzarono i passaggi marittimi da entità ostili, rafforzarono la propria posizione e mantennero il loro status nella regione.  Anche se Zheng He ha navigato attraverso gli oceani con una forza militare più grande e più forte di qualsiasi potenza locale, non ci sono prove scritte nelle fonti storiche che ci sia stato un tentativo di controllare con la forza il commercio marittimo nelle regioni del Mar Cinese Meridionale e dell'Oceano Indiano. Dreyer aggiunge che la grande flotta cinese sarebbe stata ancora una "terrificante apparizione" quando sarebbe arrivata a portata visibile lungo le coste di nazioni straniere, sottomettendo qualsiasi stato alla sola vista di esso. Dal quarto viaggio in poi, la flotta del tesoro si avventurò oltre la loro solita destinazione finale di Calicut, in terre oltre dove ci sarebbero state ostilità meno dirette.
La flotta ingaggiò e sconfisse la flotta pirata di Chen Zuyi a Palembang, le forze di Alakeshvara a Ceylon e le forze di Sekandar a Semudera, portando sicurezza e stabilità alle rotte marittime attraverso il controllo cinese. Questi pirati erano visti come minacce ostili nelle loro regioni e le battaglie servivano a ricordare l'enorme potere della Cina Ming ai paesi lungo le rotte marittime.
Sulla costa del Malabar, Calicut e Kochi erano in un'intensa rivalità, quindi i Ming decisero di intervenire concedendo uno status speciale a Kochi ed al suo sovrano Keyili (可亦里S). Per il quinto viaggio, Zheng ricevette l'ordine di conferire un sigillo a Keyili di Kochi e di infeudare una montagna nel suo regno come Zhenguo Zhi Shan (鎮國之山S, lett. "Montagna che protegge il Paese"). Consegnò a Kochi una tavoletta di pietra, su cui era inciso un proclama composto dall'imperatore Yongle. Finché Kochi rimase sotto la protezione dei Ming, lo Zamorin di Calicut non la invase e un conflitto militare fu scongiurato. Cessate le armate del tesoro Ming, lo Zamorin riprese l'atteggiamento apertamente ostile nei confronti di Kochi.
A Malacca, i cinesi cercarono attivamente di sviluppare un polo d'interscambio commerciale ed una base operativa per i viaggi nell'Oceano Indiano. Malacca era allora una regione relativamente insignificante, priva di un sistema politico proprio prima dell'arrivo di Zheng He, secondo Ma Huan e Fei Xin, e vassalla del Siam. Nel 1405, la corte Ming inviò a Zheng una tavoletta di pietra che infeudava la montagna occidentale di Malacca, nonché un ordine imperiale che elevava lo status del porto a paese. I cinesi vi stabilirono anche un deposito governativo (官廠S) con un accampamento fortificato per una loro guarnigione di soldati. Serviva come struttura di stoccaggio mentre la flotta viaggiava e si assemblava da altre destinazioni all'interno della regione marittima. Ma riferisce che il Siam non osò invadere Malacca da lì in poi. I sovrani di Malacca, come il re Parameswara nel 1411, avrebbero reso omaggio all'imperatore cinese in persona. Nel 1431, quando un rappresentante malaccano si lamentò che il Siam stesse ostacolando le missioni di tributo alla corte Ming, l'imperatore Xuande inviò Zheng He dal re siamese con questo minaccioso messaggio: «Tu, re, dovresti rispettare i miei ordini, sviluppare buone relazioni con i tuoi vicini, esaminare e istruire i tuoi subordinati e non agire in modo avventato o aggressivo.»

### Diplomazia e commercio

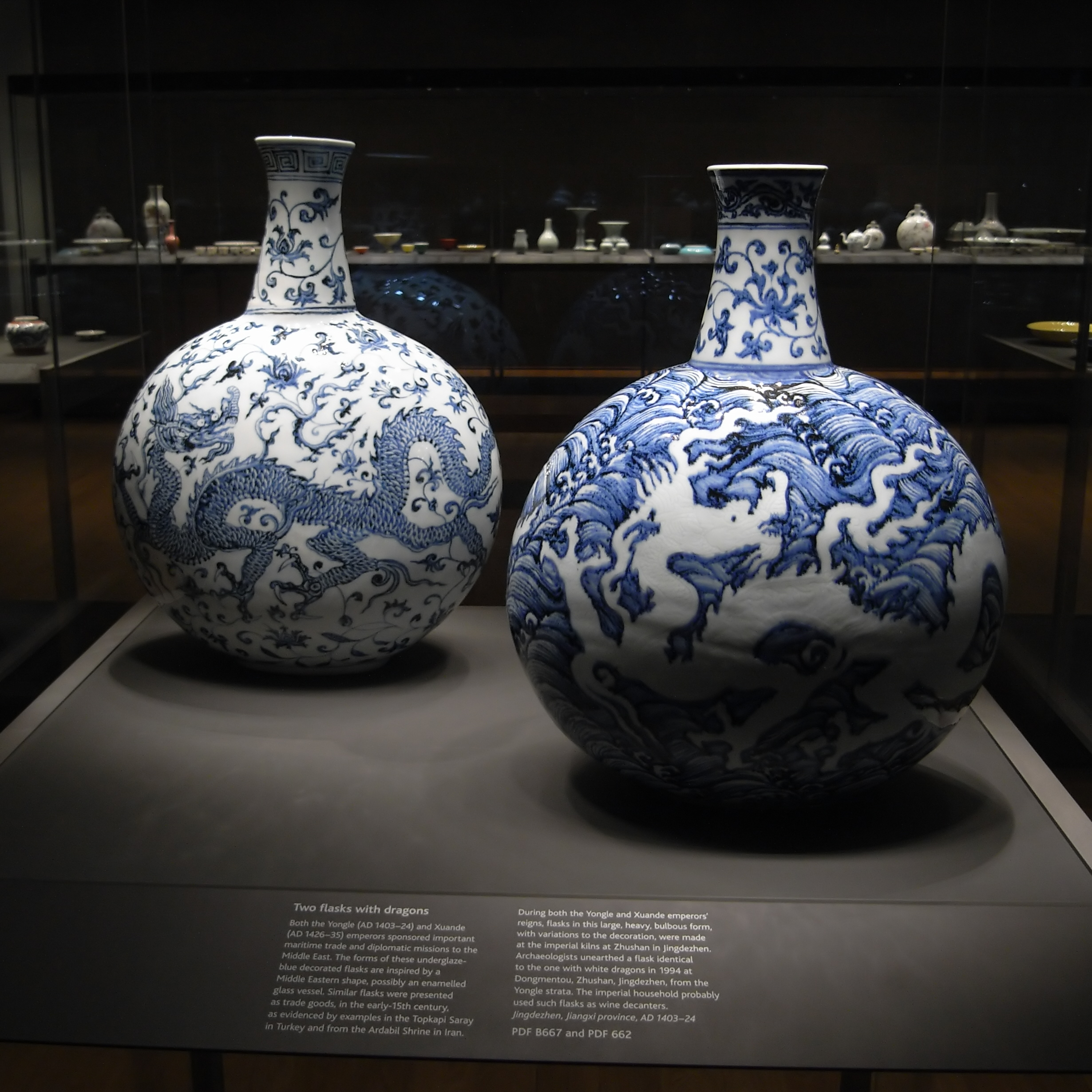
Le porcellane, come queste fiaschette del regno di Yongle (British Museum), venivano spesso presentate come merce di scambio durante le spedizioni di Zheng He.

Le merci trasportate dall'Armata del tesoro sono divisibili in tre categorie principali: (i) doni da elargire ai governanti delle località toccate; (ii) articoli per la compravendita di merci a prezzi fissi e tassi bassi (es. oro, argento, monete di rame e carta moneta); e (iii) articoli di vendita su cui la Cina deteneva il monopolio (es. muschi, ceramiche e sete). Si diceva che a volte ci fossero così tante merci cinesi scaricate in un porto indiano che potevano volerci mesi per valutare tutto. A sua volta, Zheng He tornò in patria con una variegata gamma di prodotti quali tributo: argento, spezie, legno di sandalo, ebano, pietre preziose, avorio, canfora, stagno, pelli di cervo, corallo, piume di martin pescatore, gusci di tartaruga, gomme e resine, corno di rinoceronte, legno di sappano e cartamo (per coloranti e droghe), panni di cotone indiano e ambra grigia (per la cosmesi). Le giunche portarono ai Ming anche animali esotici, come struzzi, elefanti e giraffe. I prodotti così importati fornirono grandi quantità di beni economici e materia prima per l'industria cinese: es. c'era così tanto ossido di cobalto dalla Persia che l'industria della porcellana a Jingdezhen ne ebbe una scorta durata per decenni dopo il termine delle spedizioni oltre oceano.
L'Armata tornò anche con una quantità così grande di pepe nero che il prodotto passò da costoso lusso a bene comune nella società cinese.
 Per mantenere i profitti più alti possibile, l'impero implementò un ingegnoso sistema di ridistribuzione. Al posto dei consueti abiti invernali, ai soldati di stanza a Pechino e Nanchino veniva distribuito pepe e legno di Sappano (una specie preziosa importata dall'Asia tropicale). Con questi due beni venne sostituita anche la parte dello stipendio di tutti i funzionari civili e militari della capitale normalmente pagata in carta moneta. Nel 1424, per la cerimonia di intronizzazione dell'imperatore Hongxi, ogni abitante di Pechino ricevette un jin (circa 600 g) di pepe e legno di sappano. Il sistema di sostituzione del salario fu successivamente esteso ad altre province e, sebbene l'inflazione abbia causato una significativa svalutazione della carta moneta, il tasso di conversione in spezie rimase invariato. I dipendenti pubblici dovevano quindi rivendere il loro pepe a un prezzo dieci volte inferiore al valore nominale e la spezia passava così dallo status di prodotto di lusso a quello di merce comune: si stima che durante il XV secolo la quantità annua importata in Cina di pepe fu di 50.000 sacchi che corrisponde al volume totale portato in Europa durante la prima metà del XVI secolo!
L'impatto dell'Armata del tesoro sull'economia Ming fu quindi favorevole non solo perché stimolò il redditizio commercio marittimo. Le spedizioni si trasformarono in un'impresa commerciale marittima in cui i cinesi iniziarono a commerciare e fornire merci di origine non cinese. Ciò ha evidenziato il carattere commerciale dei viaggi in cui i cinesi hanno ampliato i già grandi profitti del loro commercio. L'impatto delle spedizioni sul commercio fu su più livelli: stabilì il controllo imperiale sulle reti commerciali private locali; ampliò le relazioni tributarie e quindi portò il commercio sotto la supervisione statale; stabilì transazioni sotto la supervisione del tribunale nei porti stranieri e quindi generò entrate sostanziali per entrambe le parti; stimolò una maggiore produzione e circolazione di merci in tutta la regione. L'impresa indusse un improvviso shock dell'offerta nel mercato eurasiatico, il cui impatto toccò l'Europa sotto forma d'interruzioni delle importazioni dei beni di lusso (es. spezie) con conseguenti picchi di prezzo all'inizio del XV secolo.
Il risvolto diplomatico dell'Armata del tesoro fu l'estensione dell'egemonia dei Ming su di un vasto areale terracqueo. I proclami imperiali affidati all'ammiraglio Zheng e destinati ai monarchi delle terre straniere che avrebbe visitato imponevano a questi ultimi una scelta: sottomettersi e ricevere ricompense o rifiutare ed essere "pacificati" sotto la minaccia della schiacciante forza militare Ming. Il mezzo per riconoscere la supremazia dei Ming era il pagamento di un tributo, in cambio di protezione politica e ricompense materiali. Molti governanti optarono per la sottomissione e l'Armata di Zheng He condusse in Cina numerosi inviati stranieri, mentre alcuni inviati raggiunsero la corte Ming in modo indipendente.

### Fede e cerimonia

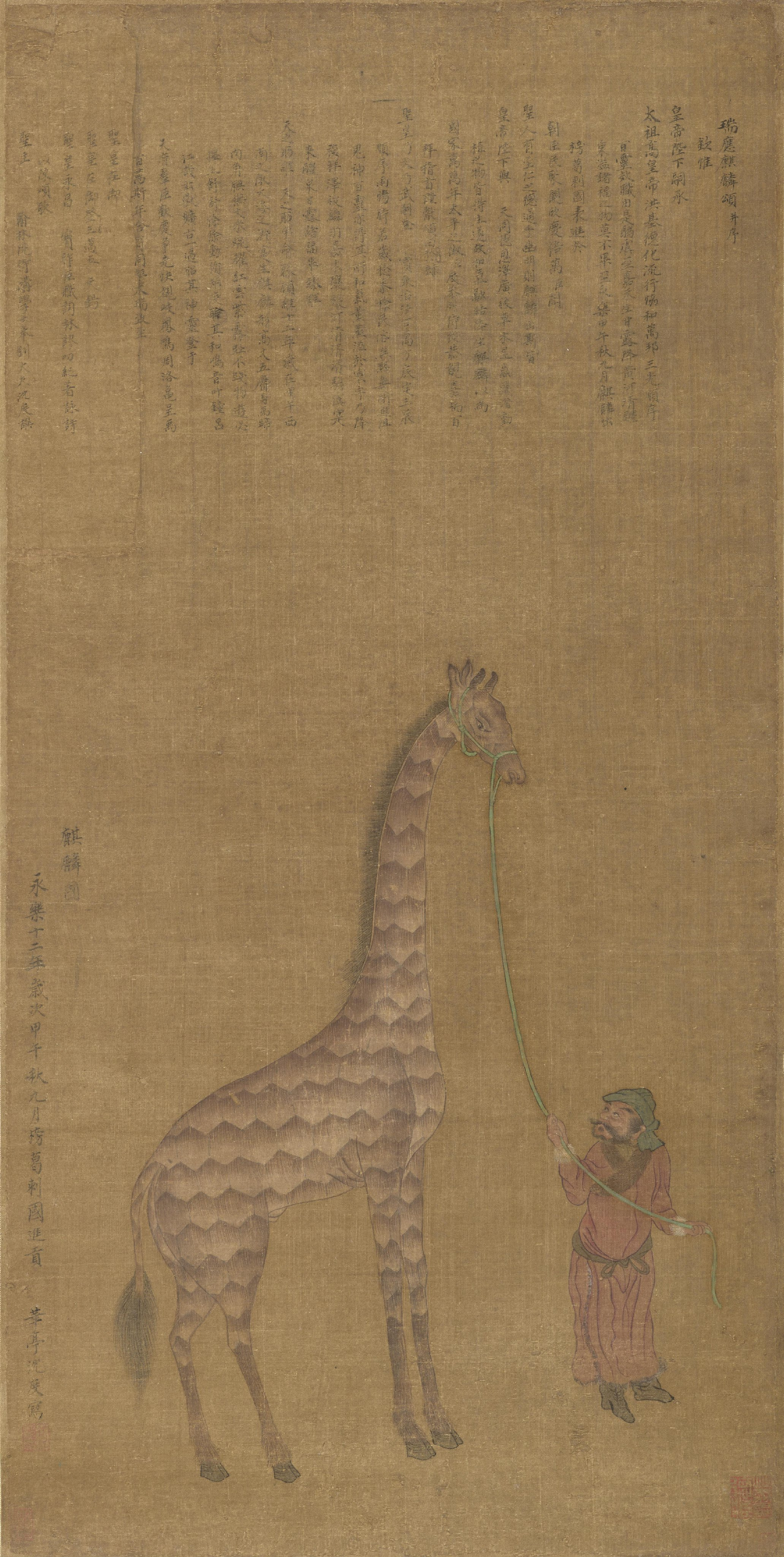
Miniatura Ming raffigurante la giraffa presentata dagli inviati bengalesi in dono all'imperatore Yongle (Philadelphia Museum of Art)

La fede dell'equipaggio della flotta cinese era incentrata su Tianfei, la "Principessa Celeste" che era la dèa dei marinai e dei marittimi in generale. Le iscrizioni Liujiagang e Changle suggeriscono che la vita di Zheng He fosse principalmente definita dai viaggi del tesoro e che la sua devozione a Tianfei fosse la fede dominante a cui aderiva. Le due iscrizioni onoravano e commemoravano la dea Tianfei. Zheng e i suoi collaboratori stabilirono queste iscrizioni nei templi di Tianfei a Liujiagang il 14 marzo 1431 ea Changle tra il 5 dicembre 1431 e il 3 gennaio 1432. Queste iscrizioni fanno riferimento all'equipaggio che assistette al Fuoco di sant'Elmo durante pericolosi temporali e lo interpretava come un segno della protezione divina di Tianfei. Le iscrizioni Liujiagang e Changle sono considerate gli epitaffi dei viaggi del tesoro Ming.
(Zheng He a proposito del Fuoco di sant'Elmo, da lui chiamato "Lanterna di Tianfei")
A Galle (Ceylon), Zheng allestì un'iscrizione trilingue il 15 febbraio 1409: la sezione cinese lodava il Buddha, la sezione tamil lodava il dio locale Tenavarai Nayanar (un'incarnazione di Visnù) e la sezione persiana lodarono Allah. Ogni sezione contiene un elenco similare di offerte votive (1.000 pezzi d'oro, 5.000 pezzi d'argento, 100 rotoli di seta, 2.500 pezzi di olio profumato e una varietà di ornamenti in bronzo) rivelando che i cinesi hanno equamente reso omaggio alle tre religioni dominanti nell'isola.
Il 20 settembre 1414, gli inviati bengalesi presentarono una giraffa come tributo in nome del re Saif Al-Din Hamzah Shah del Bengala (r. 1410–1412) all'imperatore Yongle. L'animale fu ritenuta essere la mitologico creatura cinese qilin, una sorta di cavallo-drago, ma l'imperatore respinse quest'associazione e né volle che i suoi funzionari ne inviassero memoriali elogiativi quale buon auspicio occorso durante il suo regno.

## Esegesi delle fonti

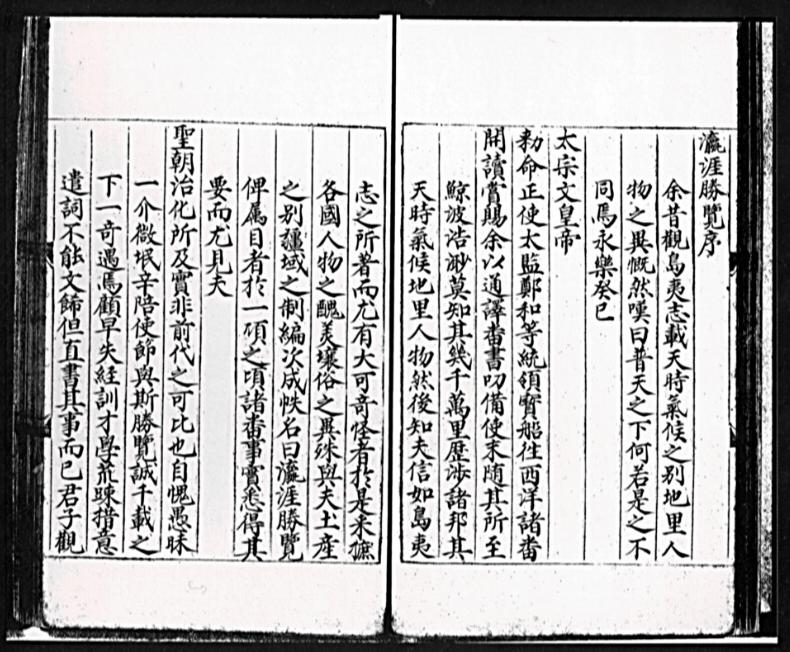
Pagine da una copia del Yingya Shenglan di Ma Huan, testimone oculare di tre delle spedizioni oltreoceano di Zheng He.

Ci sono diversi resoconti contemporanei esistenti dei viaggi oltre oceano di Zheng He: lo Yingya Shenglan di Ma Huan (瀛涯勝覽S), lo Xingcha Shenglan di Fei Xin (星槎勝覽S) e lo Xiyang Fanguo Zhi |西洋番國志S) di Gong Zhen. Circa gli autori, sappiamo che: Ma servì come interprete nel quarto, sesto e settimo viaggio; Guo Chongli fu collaboratore di Ma nella stesura del Yingya Shenglan e partecipò a tre delle spedizioni; Fei prestò servizio come soldato nella terza, quinta e settima spedizione; Gong servì come segretario privato di Zheng nel settimo viaggio. Queste tre fonti forniscono osservazioni sulle condizioni politiche, economiche, sociali, culturali e religiose delle terre visitate durante i viaggi. A questi testi si aggiungono le iscrizioni a Liujiagang e a Changle lasciate da Zheng He stesso (e dei suoi collaboratori) che sono oggi considerate documenti preziosi dagli studiosi.
Il Ming Shilu (明實錄S) fornisce molte informazioni relative ai viaggi del tesoro, in particolare sullo scambio di ambasciatori. L'opera è divisa in singole sezioni sui regni degli imperatori Ming. Zheng visse durante i regni di cinque imperatori Ming, ma servì direttamente tre di essi. È menzionato nel Taizong Shilu del regno di Yongle, nel Renzong Shilu del regno di Hongxi e nello Xuanzong Shilu del regno di Xuande. Il Taizong Shilu mescola in un'unica spedizione i resoconti del secondo e terzo viaggio dell'eunuco, errore ripreso nel Mingshi. Ciò indusse l'errore di ritenere che il viaggio di Zheng He a Palembang nel biennio 1424-1425 fosse da intendersi quale Sesta spedizione dell'Armata del tesoro per tornare così al corretto conteggio di sette viaggi complessivi. Tuttavia, le iscrizioni Liujiagang e Changle fanno una chiara distinzione tra il secondo e il terzo viaggio poiché datano correttamente il secondo viaggio dal 1407 al 1409 e il terzo viaggio dal 1409 al 1411.
Sono state conservate numerose opere successive. I resoconti nella Storia dei Ming (明史S, Míng ShǐP, 1739) e nel Xiyang Chaogong Dianlu (西洋朝貢典錄S, 1520) di Huang Xingzeng si basano sull'originale Yingya Shenglan di Ma. Il Wuxuebian di Zheng Xiao (吾學編S) (ca. 1522) si basa sul rifacimento dello Yingya Shenglan ad opera di Zhang Sheng. Il Qianwen Ji (it. "Racconto di cose udite", 1526 circa) di Zhu Yunming contiene il suo Xia Xiyang (下西洋S, lett. "Attraverso l'Oceano occidentale") che fornisce un itinerario dettagliato della Settima spedizione del tesoro. Altri testi includono lo Shuyuan Zaji (菽園雜記S, lett. "Miscellanea del giardino di fagioli", 1475) di Lu Rong, lo Shuyu Zhouzilu di Yan Congjian (殊域周咨錄S, lett. "Registro di dispacci riguardanti i diversi paesi", 1520) e il Kezuo Zhuiyu (客座贅語S, lett. "Conversazioni noiose per i miei ospiti", circa 1628) di Gu Qiyuan. Il Wubei Zhi (武備志S) di Mao Yuanyi (1628) conserva la mappa di Mao Kun (茅坤圖S) che si basa in gran parte sul materiale dei viaggi del tesoro.
Il Sanbao Taijian Xia Xiyang Ji Tongsu Yanyi di Luo Maodeng (三寶太監下西洋記通俗演義S, 1597) è un romanzo sulle gesta di Zheng He e della sua flotta. Nella prefazione, Luo afferma che la potenza marittima cinese era essenziale per mantenere l'ordine mondiale. Nell'opera di Luo, Zheng navigò per gli oceani alla ricerca di un sacro sigillo imperiale per ristabilire l'armonia nel Regno di Mezzo. Finlay osserva come, non riuscendo Zheng a trovare detto sigillo, il romanzo suggerisca che l'ordine mondiale non poteva essere ripristinato con nessun altro mezzo che la forza militare.  Dreyer sostiene che questo lavoro ha scarsa validità storica, ma osserva anche che Duyvendak lo ritenne basato su una qualche verità.
Il Kezuo Zhuiyu e lo Shuyu Zhouzilu descrivono le seguenti circostanze di ciò che è accaduto agli archivi ufficiali delle spedizioni. Durante il regno dell'imperatore Chenghua (r. 1465–1487), fu emesso un ordine per recuperare i documenti riguardanti le spedizioni nell'Oceano occidentale dagli archivi del Ministero della Guerra. Tuttavia, il funzionario Liu Daxia (劉大夏) nascose e bruciò i documenti, giudicandoli «ingannevoli esagerazioni di cose bizzarre lontane dalla testimonianza delle orecchie e degli occhi delle persone.»
Lo Shuyu Zhouzilu aggiunge quanto segue alla storia. Il ministro della Guerra Xiang Zhong (項忠S), in carica 1474–1477, inviò un impiegato a recuperare i documenti, ma questi non riuscì a trovarli dopo diversi giorni di ricerca. Liu alla fine confessò e giustificò le sue azioni a Xiang affermando che «le spedizioni di Sanbao nell'Oceano Occidentale hanno sprecato decine di miriadi di denaro e grano, e inoltre le persone che hanno incontrato la morte [in queste spedizioni] possono essere contate dalle miriadi. Anche se è tornato con cose meravigliose, che beneficio ha avuto per lo stato? Questa è stata semplicemente un'azione di malgoverno che i ministri dovrebbero severamente disapprovare. Anche se i vecchi archivi fossero ancora conservati, dovrebbero essere distrutti per sopprimere [una ripetizione di queste cose] alla radice.» Si dice che Xiang Zhong sia rimasto colpito da questa spiegazione.
Il Mingshi, lo Xuanzong Shilu e il Mingshi Jishi Benmo (明史紀事本末S) attribuiscono la soppressione e distruzione dei documenti archiviati quale impedimento per i piani dell'eunuco Wang Zhi (汪直S) d'invasione del Vietnam. Dreyer 2007 osserva che Liu non avrebbe potuto avere accesso ai registri e dubita del suo presunto coinvolgimento. Duyvendak ritiene però che i funzionari del Ministero della Guerra non furono abbastanza influenti da fermare il recupero dei documenti e ipotizza che Liu possa averli distrutti con l'approvazione del Ministro della Guerra.
Suryadinata osserva che le fonti del sud-est asiatico forniscono informazioni sull'Armata del tesoro Ming, ma che la loro affidabilità dev'essere attentamente valutata, poiché queste storie locali possono essere intrecciate con leggende, pur rimanendo rilevanti nelle memorie collettive delle persone interessate. Ad esempio, sottolinea le difficoltà di fare ricerca sul ruolo dei viaggi cinesi nell'islamizzazione di Giava e Malacca, poiché queste attività non sono menzionate nelle cronache cinesi e i resoconti locali possono contenere più leggende che storia.
Le fonti arabe forniscono informazioni sulle date di arrivo della flotta e sul corso degli eventi in varie località della regione araba, il che integra i tempi generali forniti dalle fonti cinesi. Offre inoltre informazioni sullo scambio di merci, ad esempio quali merci sono state scambiate e quale valore è stato attribuito a merci o regali commerciali cinesi. Il Tarih al-Yaman fi d-daulati r-Rasuliya (ca. 1440) è un esempio di testo arabo che aggiunge informazioni sulle date e sullo scambio di merci. Il Qurrat al-Uyun fi Akhbar al-Yaman al-Maimun (1461–1537) descrive un incontro tra il sultano dei Rasulidi, al-Nasir Ahmad (r. 1400–1424), e degli inviati cinesi, fornendoci l'esempio di un sovrano che accede volontariamente al protocollo richiesto della relazione tributaria nella prospettiva unica di una parte non cinese. Il Kitab as-Suluk li-ma rifat duwal al-muluk (1436–1442), un testo dall'Egitto mamelucco, descrive il contatto tra i governanti cinesi e mamelucchi che concorre alla datazione ed alla comprensione della spedizione giunta a La Mecca durante la Settima spedizione di Zheng He.

## Lascito

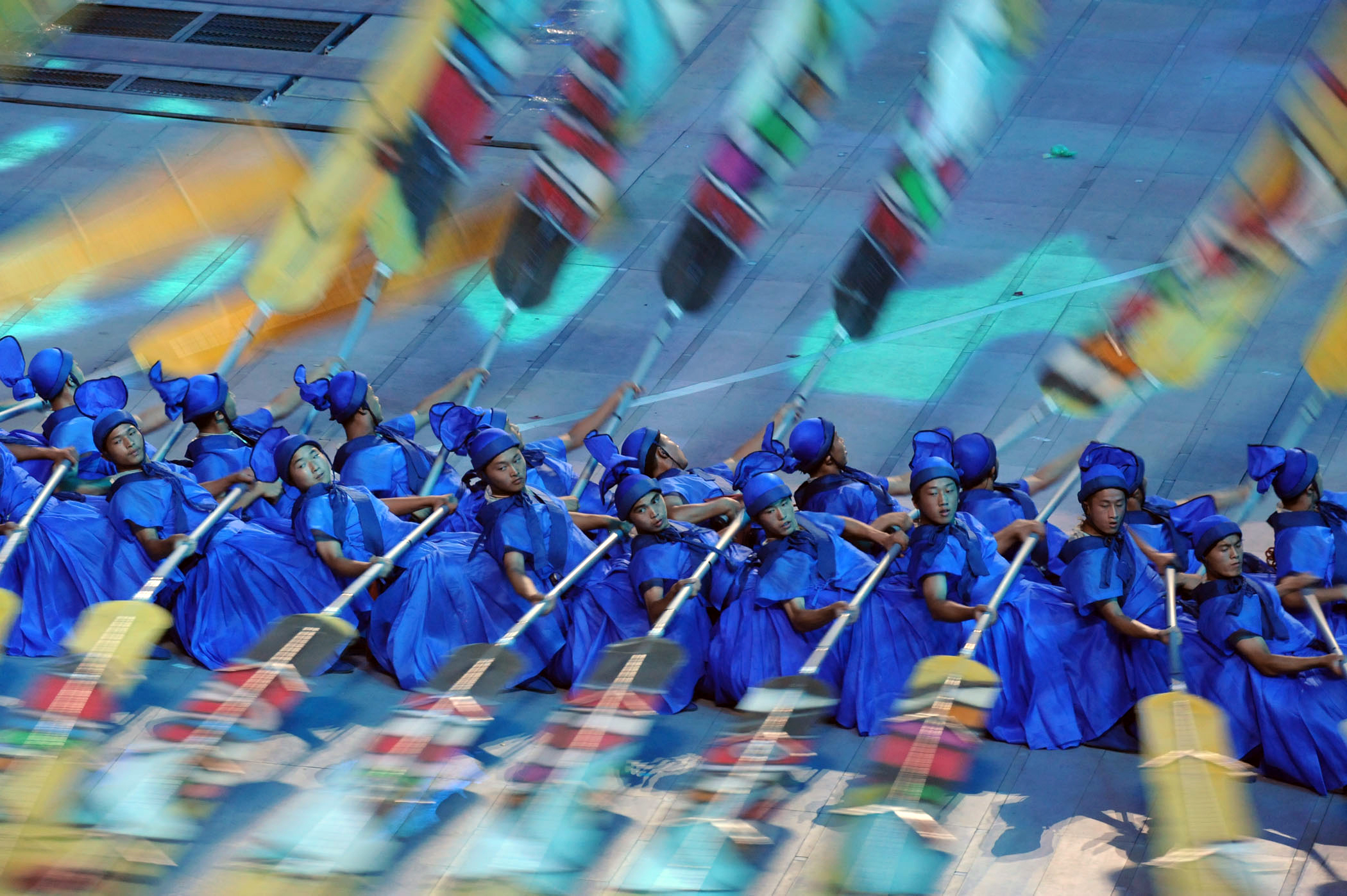
Un'esibizione della cerimonia di apertura delle Olimpiadi estive del 2008 che rappresenta l'Armata del tesoro dei Ming.

Nel 1499, poco prima del ritorno di Vasco da Gama dall'India al Portogallo, Girolamo Sernigi riferì nei resoconti portoghesi della spedizione di Gama che «alcune navi di cristiani bianchi» avevano fatto porto a Calicut, sulla costa del Malabar, generazioni prima del loro arrivo. Il cronista ipotizzò che questi marinai sconosciuti potessero essere tedeschi o russi, ma concluse che potrebbero scoprire chi sono quelle persone quando arriva da Gama. Dopo il suo arrivo a Calicut, Gama raccolse storie di barbuti uomini pallidi che avevano navigato con le loro navi giganti lungo le acque costiere di Calicut generazioni prima.  I portoghesi avevano incontrato tradizioni del Malabar che conservavano la memoria dei viaggi di Zheng He, ma non erano consapevoli che questi racconti riguardassero le sue flotte. Alla fine avrebbero scoperto che questi marinai sconosciuti erano i cinesi. Apparentemente, gli uomini di Da Gama furono inizialmente scambiati per i cinesi al loro arrivo sulla costa orientale africana perché cinesi erano stati gli ultimi stranieri dalla pelle pallida giunti su grandi navi di legno nella memoria di popoli che abitavano quelle terre.
(Girolamo Sernigi, parlando degli allora sconosciuti naviganti cinesi giunti in India prima di Vasco da Gama.)
Alla fine del XVI secolo, Juan González de Mendoza scrisse che «è evidente che [i cinesi] vennero con la spedizione nelle Indie, avendo conquistato tutto ciò che è dalla Cina, fino alla parte più lontana di essa. [...] In modo che in questo giorno ci sia un grande ricordo di loro [...] Lo stesso avviso e memoria è lì nel regno di Calicut, mentre molti alberi e frutti, che dicono i naturali di quel paese, furono portati lì dai Chino, quando erano signori e governatori di quel paese.»
Durante un discorso all'Università di Harvard nel novembre 1997, il presidente Jiang Zemin ha elogiato Zheng per aver diffuso la cultura cinese all'estero. Molti cinesi di oggi percepiscono che queste spedizioni sono state condotte secondo gli ideali confuciani.  Dal 2005, in commemorazione dei viaggi del tesoro Ming, la Cina celebra ogni anno la sua Giornata marittima nazionale l'11 luglio. Quell'anno segnò anche il 600º anniversario del viaggio inaugurale di Zheng.
Sebbene la narrativa popolare odierna possa enfatizzare la natura pacifica dei viaggi, specialmente in termini di assenza di conquista territoriale e sottomissione coloniale, trascura la pesante militarizzazione della flotta del tesoro Ming per esercitare la forza di proiezione e quindi promuovere i suoi interessi. Nel discorso politico cinese odierno, con i crescenti sviluppi nelle capacità e ambizioni marittime della Cina, i viaggi del tesoro Ming sono evocati per sottolineare un'emergere pacifica della Cina moderna. Si suggerisce che, tracciando parallelismi tra la Cina contemporanea e la narrativa storica fornita da questi viaggi, questo processo politico svolga diverse funzioni per la Cina: stimola l'orgoglio nazionale, modella l'identità nazionale, riafferma un'identità marittima, legittima lo sviluppo del potere marittimo, fornisce l'immagine di uno sviluppo armonioso e pacifico, evidenzia l'interconnessione con il mondo più ampio e contrasta con la natura violenta del colonialismo occidentale. In quanto tali, i viaggi del tesoro Ming svolgono un ruolo narrativo importante nel desiderio della Cina di cambiare il proprio paradigma strategico in quello di una potenza marittima.

### Esplicative
1. ↑  Non ci sono traduzioni esatte per questi gradi militari, pertanto ci si rifà alla traduzione datane da Mills 1970
2. ↑  Probabilmente era il principale commissario di bordo della flotta - Dreyer 2007, p. 128.
3. ↑  Erano incaricati dell'accoglienza degli inviati stranieri nella capitale cinese - Dreyer 2007, pag. 128
4. ↑  Probabilmente operavano con attrezzature belliche pesanti - Mills 1970, p. 32.
5. ↑  Nel Taizong Shilu, l'ordine imperiale è datato 17 ottobre 1408. Nel Mingshi, la data è il 7 ottobre 1408. Tuttavia, l'ordine imperiale è datato al 1407 nelle iscrizioni di Zheng He e nel libro di Ma Huan. Dopo la correzione dell'anno nelle prime due opere, la data dell'ordine sarebbe stata il 23 ottobre 1407 derivata dal Taizong Shilu o il 13 ottobre 1407 derivata dal Mingshi - v. Dreyer 2007, p. 62 Duyvendak 1939, pp. 361-364.
6. ↑  Il Mingshi afferma che Ganbali era un piccolo paese nell'Oceano Occidentale. È stato tradizionalmente identificato come Coimbatore, ma potrebbe essere possibile anche Cambay nel Gujarat o Kanyakumari - Dreyer 2007, pp. 46 e 93–94.
7. ↑  Chan 1998, pp. 271-272 fornisce un resoconto diverso, affermando che, durante il secondo viaggio tra il 1408 e il 1409, il re di West Java uccise 170 membri del personale di Zheng He che erano sbarcati nel territorio del suo rivale a East Java, quindi Zheng He fu costretto a intervenire militarmente.
8. ↑  Il 9 maggio 1421, un fulmine colpì il nuovo palazzo dell'imperatore a Pechino, causando la distruzione delle Sale Fengtian, Huagai e Jinshen in un incendio (Ray 1987b, pp. 161-162). Per la sua decisione di interrompere le spedizioni nell'Oceano Indiano, l'imperatore Yongle fu influenzato dall'idea che questo disastro fosse un cattivo presagio e un segno contro i viaggi (Sen 2016, p. 612).
9. ↑  La voce nel Taizong Shilu datata 27 febbraio 1424 riporta che Zheng He fu inviato a Palembang. La voce del Xuanzong Shilu del 17 settembre 1425 riporta che Zhang Funama fu inviato a Palembang. I successivi compilatori Mingshi sembrano aver combinato questi due resoconti in un unico viaggio - Dreyer 2007, p. 96.

### Bibliografiche
1. 1 2  Dreyer 2007, pp. 99 e 167.
2. 1 2  (EN) Guy J, Tamil Merchant Guilds and the Quanzhou Trade, in Schottenhammer A (a cura di), The emporium of the world : Maritime Quanzhou, 1000-1400, Brill, 2001,  pp. 283-308.
3. 1 2  (EN) Hong CZ, A Study of Spice Trade from the Quanzhou Maritime Silk Road in Song and Yuan Dynasties, in Proceedings of the 2nd Annual International Conference on Social Science and Contemporary Humanity Development, Atlantis Press, 2016,  pp. 487-491, DOI:10.2991/sschd-16.2016.96, ISBN 978-94-6252-227-5. URL consultato il 27 dicembre 2020.
4. 1 2  (EN) Subairath CT, Calicut: A centri-petal force in the Chinese and Arab trade (1200-1500), in Proceedings of the Indian History Congress, vol. 72, 2011,  pp. 1082-1089, JSTOR 44145720.
5. 1 2  (EN) Ju-kang T, Chêng Ho's Voyages and the Distribution of Pepper in China, in Journal of the Royal Asiatic Society of Great Britain and Ireland, n. 2, 1981,  pp. 186-197, JSTOR 25211245.
6. ↑  (EN) Manguin PY, Austronesian Shipping in the Indian Ocean: From Outrigger Boats to Trading Ships, in Early Exchange between Africa and the Wider Indian Ocean World, Palgrave Macmillan, 2016,  pp. 51-76, ISBN 9783319338224.
7. ↑  (EN) Doran E Jr., Outrigger Ages, in The Journal of the Polynesian Society, vol. 83, 1974,  pp. 130-140.
8. ↑  (EN) Doran EB, Wangka: Austronesian Canoe Origins, Texas A&M University Press, 1981, ISBN 9780890961070.
9. ↑  (EN) Blench R, Fruits and arboriculture in the Indo-Pacific region, in Bulletin of the Indo-Pacific Prehistory Association, vol. 24, The Taipei Papers, 2004,  pp. 31-50.
10. ↑  Ray 1987a, pp. 65-66.
11. ↑  Lo 1958, pp. 149-150.
12. ↑  Dreyer 2007, pp. 116-117.
13. ↑  Dreyer 2007, pp. 49-50.
14. ↑  Mills 1970), p. 1.
15. ↑  Chan 1998, p. 256.
16. 1 2  Levathes 1996, pp. 73-74.
17. ↑  Levathes 1996, p. 75.
18. ↑  Dreyer 2007), pp. 50-51.
19. ↑  Mills 1970), p. 27.
20. ↑  Brook 1998), p. 616.
21. ↑  Church 2005, pp. 17-19.
22. 1 2  Dreyer 2007, p. 102.
23. ↑  Dreyer 2007, p. 50.
24. ↑  Levathes 1996, p. 87.
25. ↑  Tsai 2001, p. 208.
26. ↑  Chan 1998, p. 232.
27. 1 2  Duyvendak 1939, p. 391.
28. 1 2 3  Mills 1970, p. 9.
29. 1 2  Dreyer 2007, p. 30.
30. 1 2 3  Duyvendak 1939, p. 358.
31. 1 2  Dreyer 2007, p. 27.
32. 1 2 3  Deng & Li 2011, pp. 207-208.
33. 1 2 3 4 5  Dreyer 2007, p. 52.
34. ↑  Deng & Li 2011, p. 207.
35. ↑  Zheng 2014, pp. 210 & 212.
36. ↑  Dreyer 2007, pp. 30–31 & 49–50.
37. 1 2  Dreyer 2007, p. 73.
38. 1 2 3 4  Church 2008, p. 2355.
39. 1 2 3  Dreyer 2007, pp. 30-32.
40. ↑  Deng & Li 2011, pp. 212-217.
41. ↑  Church 2004, p. 12.
42. ↑  Dreyer 2007, p. 69.
43. 1 2 3 4 5 6 7 8  Dreyer 2007, p. 77.
44. ↑  Dreyer 2007, p. 44.
45. ↑  Dreyer 2007, pp. 69-70.
46. 1 2  Dreyer 2007, p. 66.
47. ↑  (EN) Sharma P, Identifying the Chief Trading Emporiums in Indian Ocean Maritime Trade C.1000-C.1500, in Researchers World: International Refereed Social Sciences Journal, vol. 5, 2014,  pp. 131-142, ISSN 2231-4172 (WC · ACNP).
48. ↑  Tan 2005, p. 43.
49. 1 2  Finlay 2008, p. 337.
50. 1 2  Mills 1970, p. 2.
51. ↑  Finlay 1992, p. 227.
52. 1 2 3 4 5  Dreyer 2007, p. 126.
53. ↑  Church 2005, p. 12.
54. ↑  Church 2005, p. 13.
55. 1 2  Dreyer 2007, p. 220.
56. ↑  Dreyer 2007, pp. 102 & 104.
57. 1 2  Dreyer 2007, pp. 145–146 e 191–199.
58. 1 2 3  Dreyer 2007, p. 127.
59. 1 2 3  Mills 1970, p. 31.
60. 1 2 3  Dreyer 2007, p. 128.
61. ↑  Mills 1970, p. 32.
62. 1 2 3 4 5  Mills 1970, p. 10.
63. ↑  Dreyer 2007, pp. 117-123.
64. 1 2  Dreyer 2007, p. 124.
65. ↑  Dreyer 2007, pp. 118 e 124.
66. 1 2  Dreyer 2007, p. 125.
67. ↑  Dreyer 2007, p. 67.
68. ↑  Dreyer 2007, pp. 118 e 126.
69. ↑  Dreyer 2007, pp. 93 e 126.
70. 1 2  Brook 1998, pp. 616-617.
71. 1 2 3 4  Mills 1970, pp. 239-240.
72. ↑  Mills 1970, p. 239.
73. ↑  Mills 1954, pp. 153-155.
74. 1 2  Church 2008, pp. 2355-2356.
75. ↑  Duyvendak 1939, pp. 356-358.
76. 1 2  Duyvendak 1939, p. 356.
77. ↑  Church 2008, p. 2354.
78. ↑  Levathes 1996, p. 89.
79. ↑  Levathes 1996, pp. 87-88.
80. ↑  Dreyer 2007, p. 51.
81. 1 2  Dreyer 2007, pp. 51-52.
82. ↑  Chan 1998, p. 233.
83. 1 2 3 4 5 6 7 8 9  Duyvendak 1939, pp. 358-360.
84. 1 2 3 4 5 6  Dreyer 2007, p. 53.
85. ↑  Levathes 1996, p. 88.
86. ↑  Dreyer 2007, pp. 53–54 e 67.
87. ↑  Dreyer 2007, p. 54.
88. ↑  Dreyer 2007, p. 123.
89. 1 2  Dreyer 2007, p. 55.
90. ↑  Ray 1987a, pp. 69 e 74–75.
91. 1 2  Dreyer 2007, p. 59.
92. ↑  Sen 2016, p. 613.
93. ↑  Dreyer 2007, pp. 55-56.
94. ↑  Mills 1970, pp. 10-11.
95. ↑  Duyvendak 1939, p. 360.
96. ↑  Mills 1970, p. 11.
97. ↑  Duyvendak 1939, p. 362.
98. 1 2 3 4 5  Dreyer 2007, p. 63.
99. ↑  Dreyer 2007, pp. 59 & 62.
100. 1 2  Dreyer 2007, p. 64.
101. ↑  Duyvendak 1939, pp. 358-359.
102. ↑  Sen 2016, pp. 613-614.
103. ↑  Chan 1998, pp. 271-272.
104. ↑  Tan 2005, p. 45.
105. ↑  Dreyer 2007, pp. 64-65.
106. ↑  Dreyer 2007, p. 71.
107. ↑  Dreyer 2007, pp. 64–65 & 72.
108. 1 2  Dreyer 2007, p. 65.
109. ↑  Duyvendak 1939, pp. 363 & 373.
110. ↑  Mills 1970, pp. 11-12.
111. ↑  Duyvendak 1939, pp. 361-362.
112. ↑  Duyvendak 1939, p. 373.
113. ↑  Chan 1998, pp. 233-235.
114. ↑  Dreyer 2007, pp. 70-73.
115. ↑  Dreyer 2007, pp. 67-68.
116. ↑  Dreyer 2007, pp. 67-68 & 70-73.
117. ↑  (EN) Rong Yang, 1. Jianan, Yang shi chong kan ben, in Yang Wenmin Gong Ji [The Collected Works of Yang Rong], 1515. ed. in Levathes 1996, p. 115.
118. ↑  Duyvendak 1939, pp. 361 & 373.
119. ↑  Ray 1987a, pp. 74-75.
120. ↑  Holt 1991, pp. 109-110.
121. ↑  Dreyer 2007, p. 75.
122. ↑  Mills 1970, pp. 12-13.
123. ↑  Duyvendak 1939, p. 375.
124. ↑  Duyvendak 1939, pp. 375-376.
125. ↑  Dreyer 2007, p. 76.
126. ↑  Duyvendak 1939, pp. 374 & 376.
127. ↑  Chan 1998, p. 235.
128. ↑  Dreyer 2007, pp. 76-77.
129. ↑  Dreyer 2007, pp. 77-78.
130. ↑  Dreyer 2007, pp. 79-81.
131. ↑  Sen 2016, pp. 614-615.
132. ↑  Dreyer 2007, p. 81.
133. ↑  Dreyer 2007, p. 82.
134. ↑  Duyvendak 1939, p. 378.
135. ↑  Dreyer 2007, p. 83.
136. ↑  Dreyer 2007, pp. 83-84.
137. ↑  Dreyer 2007, p. 84.
138. ↑  Duyvendak 1939, p. 381.
139. ↑  Dreyer 2007, pp. 82–83 & 87–89.
140. ↑  Dreyer 2007, pp. 83 & 87–89.
141. ↑  Jost 2019, p. 85.
142. ↑  Abulafia 2019, p. 265.
143. ↑  Duyvendak 1939, p. 382.
144. ↑  Dreyer 2007, p. 91.
145. ↑  Mills 1970, p. 14.
146. ↑  Duyvendak 1939, p. 385.
147. ↑  Mills 1970, p. 57.
148. ↑  Dreyer 2007, p. 93.
149. ↑  Church 2004, p. 29.
150. ↑  Dreyer 2007, p. 94.
151. ↑  Dreyer 2007, p. 146.
152. ↑  Dreyer 2007, pp. 92 & 94.
153. ↑  Dreyer 2007, p. 144.
154. ↑  Dreyer 2007, pp. 91 e 138.
155. ↑  Dreyer 2007, p. 99.
156. ↑  Dreyer 2007, pp. 95 e 136.
157. 1 2  Ray 1987b, p. 162.
158. ↑  Dreyer 2007, pp. 136-137.
159. 1 2  Duyvendak 1939, p. 388.
160. ↑  Dreyer 2007, pp. 95 e 136–137.
161. 1 2  Duyvendak 1939, p. 387.
162. ↑  Church 2004, p. 35.
163. ↑  Dreyer 2007, p. 137.
164. ↑  Dreyer 2007, p. 167.
165. ↑  Dreyer 2007, pp. 139-140.
166. ↑  Dreyer 2007, pp. 135 e 140–141.
167. ↑  Dreyer 2007, p. 142.
168. ↑  Dreyer 2007, pp. 135 e 144.
169. ↑  Dreyer 2007, p. 143.
170. ↑  Duyvendak 1939, p. 390.
171. ↑  Chan 1998, p. 302.
172. ↑  Dreyer 2007, p. 135.
173. ↑  Dreyer 2007, p. 151.
174. ↑  Mills 1970, p. 15.
175. ↑  Dreyer 2007, pp. 151-152.
176. ↑  Dreyer 2007, p. 152.
177. ↑  Mills 1970, p. 17.
178. ↑  Dreyer 2007, p. 153.
179. ↑  Dreyer 2007, p. 154.
180. ↑  Dreyer 2007, p. 155.
181. ↑  Inscrizione di Changle (XV secolo) - trad. in Duyvendak 1939, Duyvendak 1949 e Needham 1959, p. 558.
182. ↑  Mills 1970, p. 18.
183. ↑  Dreyer 2007, p. 156.
184. ↑  Mills 1970, pp. 18-19.
185. ↑  Mills 1970, p. 19.
186. ↑  Dreyer 2007, pp. 155-156.
187. ↑  Dreyer 2007, pp. 156-158.
188. ↑  Dreyer 2007, p. 157.
189. 1 2  Mills 1970, p. 35.
190. ↑  Dreyer 2007, pp. 158-159.
191. ↑  Mills 1970, p. 21.
192. 1 2  Dreyer 2007, p. 33.
193. ↑  Dreyer 2007, pp. 156 & 159.
194. ↑  Pelliot 1933 cit. in Mills 1970, p. 21.
195. ↑  Dreyer 2007, p. 160.
196. ↑  Mills 1970, pp. 17-18.
197. ↑  Dreyer 2007, p. 161.
198. ↑  Dreyer 2007, pp. 162-163.
199. ↑  Mills 1970, p. 4.
200. ↑  Lee 2010, p. 95.
201. ↑  Finlay 2008, p. 336.
202. ↑  Finlay 2008, p. 338.
203. ↑  Fairbank 1942, p. 141.
204. ↑  Lee 2010, p. 96.
205. 1 2  Lo 1958, pp. 156-157.
206. 1 2  Levathes 1996, pp. 174-175.
207. ↑  Dreyer 2007, p. 169.
208. ↑  Chan 1998, p. 303.
209. ↑  Finlay 1992, p. 230.
210. 1 2  Fairbank 1942, p. 140.
211. ↑  Duyvendak 1939 cit. in Fairbank 1942, p. 140.
212. ↑  Ray 1987b, pp. 165-167.
213. ↑  Finlay 1992, p. 229.
214. ↑  Dreyer 2007, p. 122.
215. ↑  Lo 1958, pp. 152-153.
216. ↑  Ray 1987b, p. 165.
217. ↑  Ray 1987b, pp. 176-178.
218. ↑  Finlay 2008, pp. 330-331.
219. ↑  Fairbank 1942, p. 143.
220. ↑  Dreyer 2007, p. 176.
221. ↑  Brook 1998, p. 615.
222. ↑  Wang 1998, pp. 320-321.
223. 1 2 3 4 5  Dreyer 2007, p. 168.
224. ↑  Sen 2016, p. 612.
225. ↑  Sen 2016, pp. 631-633.
226. 1 2  Tan 2005, p. 49.
227. ↑  Schottenhammer 2019, pp. 7-10.
228. 1 2  Sen 2016, pp. 609–611 & 631–633.
229. ↑  Sen 2016, p. 609.
230. 1 2  Sen 2016, p. 615.
231. ↑  Sen 2016, pp. 620-621.
232. ↑  Sen 2016, pp. 612-615.
233. ↑  Sen 2016, p. 611.
234. ↑  Finlay 1992, pp. 235-236.
235. ↑  Ray 1987a, p. 70.
236. ↑  Dreyer 2007, p. 61.
237. ↑  Mills 1970, pp. 1 & 3.
238. 1 2  Dreyer 2007, p. 79.
239. 1 2  Dreyer 2007, pp. 60-61.
240. ↑  Ray 1987a, p. 68.
241. ↑  Duyvendak 1939, pp. 398-399.
242. ↑  Church 2004, pp. 34-35.
243. ↑  Dreyer 2007, pp. 62 & 122.
244. ↑  Finlay 1992, p. 231.
245. ↑  Dreyer 2007, pp. 35 & 168.
246. ↑  Finlay 2008, p. 341.
247. ↑  Dreyer 2007, p. 35.
248. ↑  Dreyer 2007, p. 40.
249. ↑  Finlay 2008, pp. 340-341.
250. ↑  Dreyer 2007, p. 62.
251. ↑  Finlay 2008, p. 335.
252. ↑  (EN) Richard Von Glahn, Fountain of Fortune: Money and Monetary Policy in China, 1000–1700, University of California Press, 1996.
253. ↑  Finlay 2008, pp. 336 & 339.
254. ↑  Dreyer 2007, p. 49.
255. ↑  Ray 1987a, pp. 78-79.
256. ↑  Chan 1998, pp. 282-283.
257. ↑  Dreyer 2007, pp. 135 & 140–141.
258. ↑  Dreyer 2007, pp. 122 & 137 & 168.
259. ↑  Chan 1998, p. 275.
260. ↑  Dreyer 2007, pp. 137 & 139.
261. ↑  Zheng 2014, p. 54.
262. ↑  Levathes 1996, pp. 88-89.
263. ↑  Ray 1987a, pp. 71-72.
264. ↑  Dreyer 2007, p. 29.
265. ↑  Dreyer 2007, pp. 31 & 79.
266. ↑  Sen 2016, pp. 616-617.
267. ↑  Ray 1987a, pp. 81-85.
268. ↑  Ray 1987b, p. 158.
269. ↑  Sen 2016, p. 623.
270. ↑  T'ien 1981; cit. in Finlay 2008, p. 337.
271. ↑  Mills 1970, pp. 3-4.
272. ↑  Sen 2016, p. 621.
273. ↑  Sen 2016, pp. 624-626.
274. ↑  O'Rourke & Williamson 2009, pp. 661-663.
275. ↑  Mills 1970, pp. 1-2.
276. ↑  Dreyer 2007, p. 343.
277. ↑  Lo 1958, p. 151.
278. ↑  Church 2004, p. 8.
279. ↑  Dreyer 2007, p. 148.
280. 1 2  Dreyer 2007, p. 150.
281. ↑  Dreyer 2007, pp. 51–52 & 148.
282. ↑  Duyvendak 1939, pp. 342-343.
283. ↑  Dreyer 2007, pp. 148 & 191–199.
284. ↑  Needham 1971, pp. 522-533.
285. ↑  Needham 1971, p. 523.
286. ↑  Church 2004, pp. 1–4 & 20–21.
287. ↑  Church 2004, pp. 21-25.
288. ↑  Dreyer 2007, pp. 6 & 219.
289. ↑  Chan 1998, p. 792.
290. ↑  Zheng 2014, pp. 209-210.
291. 1 2  Dreyer 2007, pp. 6-7.
292. ↑  Mills 1970, p. 55.
293. ↑  Mills 1970, p. 59.
294. ↑  Mills 1970, p. 56.
295. 1 2  Church 2008, p. 2356.
296. ↑  Duyvendak 1939, pp. 341-355.
297. ↑  Dreyer 2007, pp. 217-218.
298. ↑  Mills 1970, p. 6.
299. ↑  Mills 1970, pp. 8-9.
300. ↑  Dreyer 2007, p. 95.
301. ↑  Duyvendak 1939, p. 355.
302. ↑  Duyvendak 1939, p. 361.
303. ↑  Dreyer 2007, pp. 95 & 191–199.
304. ↑  Mills 1970, p. 54.
305. ↑  Mills 1970, pp. 14-15.
306. ↑  Dreyer 2007, pp. 219-220.
307. ↑  Finlay 1992, p. 232.
308. ↑  Finlay 2008, p. 334.
309. ↑  Finlay 1992, p. 236.
310. 1 2 3  Duyvendak 1939, pp. 395-396.
311. 1 2 3 4  Dreyer 2007, pp. 173-175.
312. ↑  Mingshi cit. in Duyvendak 1939, p. 397; Mingshi, Xuanzong Shilu (in Ming Shilu) e Mingshi Jishi Benmo cit. in Dreyer 2007, pp. 173-175.
313. ↑  Duyvendak 1939, pp. 397-398.
314. ↑  Suryadinata 2005b, p. 91.
315. ↑  Suryadinata 2005a, p. xv; Suryadinata 2005b, pp. 72-91.
316. ↑  Jost 2019, pp. 82-89.
317. ↑  Jost 2019, pp. 90-93.
318. 1 2  Jost 2019, p. 95.
319. ↑  Jost 2019, pp. 90-95.
320. ↑  Finlay 1992, p. 226.
321. ↑  Finlay 1992, p. 225.
322. ↑  Wills 1998, p. 335.
323. ↑  (EN) Girolamo Sernigi, A Journal of the First Voyage of Vasco da Gama, 1497–1499, traduzione di E.G. Ravenstein, Londra, Hakluyt Society, 1898  [1499],  p. 131.; cit. in Finlay 1992, p. 225.
324. ↑  (EN) Juan González de Mendoza, The History of the Great and Mighty Kingdom of China and the Situation Thereof, a cura di George T. Staunton, traduzione di Robert Parke, Londra, Hakluyt Society, 1853  [1588],  pp. 92–96., cit. in Finlay 1992, p. 225.
325. ↑  Lee 2010, p. 104.
326. ↑  Dooley 2012, p. 54.
327. ↑  Dreyer 2007, p. xii.
328. ↑  Wang 2015, pp. 59-62.
329. ↑  Dooley 2012, pp. 54–55 & 69–72.
330. ↑  Nohara 2017, pp. 221-223.

### Fonti
- (ZH) Ma Huan, 瀛涯勝覽 [Yingya Shenglan], XV secolo.
- (ZH) Fei Xin, 星槎勝覽 [Xingcha Shenglan], XV secolo.
- (ZH) Gong Zhen, 西洋番國志 [Xiyang Fanguo Zhi], XV secolo.
- (ZH) Ming Shilu, XIV-XVII secolo.
- (ZH) Storia dei Ming, XVII-XVIII secolo.

### Studi pre-1950
- (EN) J. J. L. Duyvendak, The True Dates of the Chinese Maritime Expeditions in the Early Fifteenth Century, in T'oung Pao, vol. 34, 1939,  pp. 341-413, DOI:10.1163/156853238X00171, JSTOR 4527170.
- (EN) John King Fairbank, Tributary Trade and China's Relations with the West, in The Far Eastern Quarterly, vol. 1, 1942,  pp. 129-149, DOI:10.2307/2049617, JSTOR 2049617.

### Studi post-1950
- (EN) David Abulafia, The Boundless Sea: A Human History of the Oceans, Oxford University Press, 2019, ISBN 978-0-19-993498-0.
- (EN) Timothy Brook, Communications and Commerce, in The Cambridge History of China, Volume 8: The Ming Dynasty, 1398–1644, Part 2, Cambridge, Cambridge University Press, 1998, ISBN 978-0-521-24333-9.
- (EN) Hok-lam Chan, The Chien-wen, Yung-lo, Hung-hsi, and Hsüan-te reigns, 1399–1435, in The Cambridge History of China, Volume 7: The Ming Dynasty, 1368–1644, Part 1, Cambridge, Cambridge University Press, 1998, ISBN 978-0-521-24332-2.
- (EN) Sally K. Church, The Giraffe of Bengal: A Medieval Encounter in Ming China, in The Medieval History Journal, vol. 7, 2004,  pp. 1-37, DOI:10.1177/097194580400700101.
- (EN) Sally K. Church, Zheng He: An Investigation into the Plausibility of 450-ft Treasure Ships, in Monumenta Serica, vol. 53, 2005,  pp. 1-43, DOI:10.1179/mon.2005.53.1.001.
- (EN) Sally Church, Zheng He, in Encyclopaedia of the History of Science, Technology, and Medicine in Non‑Western Cultures, 2ª ed., New York, Springer, 2008, ISBN 978-1-4020-4425-0.
- (EN) Hui Deng e Xin Li, The Asian Monsoons and Zheng He's Voyages to the Western Ocean, in Journal of Navigation, vol. 64, 2011,  pp. 207-218, DOI:10.1017/S0373463310000469.
- (EN) Howard J. Dooley, The Great Leap Outward: China's Maritime Renaissance, in The Journal of East Asian Affairs, vol. 26, 2012,  pp. 53-76, JSTOR 23257908.
- (EN) Edward L. Dreyer, Zheng He: China and the Oceans in the Early Ming Dynasty, 1405–1433, New York, Pearson Longman, 2007, ISBN 978-0-321-08443-9.
- (EN) Robert Finlay, Portuguese and Chinese Maritime Imperialism: Camoes's Lusiads and Luo Maodeng's Voyage of the San Bao Eunuch, in Comparative Studies in Society and History, vol. 34, 1992,  pp. 225-241, DOI:10.1017/S0010417500017667, JSTOR 178944.
- (EN) Robert Finlay, The Voyages of Zheng He: Ideology, State Power, and Maritime Trade in Ming China, in Journal of the Historical Society, vol. 8, 2008,  pp. 327-347, DOI:10.1111/j.1540-5923.2008.00250.x.
- (EN) John Clifford Holt, Buddha in the Crown: Avalokiteśvara in the Buddhist Traditions of Sri Lanka, Oxford, Oxford University Press, 1991, ISBN 978-0-19-506418-6.
- (EN) Alexander Jost, “He Did Not Kiss the Earth Between His Hands”: Arabic Sources on the Arrivals of the Zheng He Fleet in Aden and Mecca (1419–1432), in Early Global Interconnectivity across the Indian Ocean World, Volume I: Commercial Structures and Exchanges, Cham, Palgrave Macmillan, 2019, ISBN 978-3-319-97666-2.
- (EN) Jangwon Lee, China's Looking Seaward: Zheng He's Voyage in the 21st Century, in International Area Studies Review, vol. 13, 2010,  pp. 89-110, DOI:10.1177/223386591001300305.
- (EN) Louise Levathes, When China Ruled the Seas: The Treasure Fleet of the Dragon Throne, 1405–1433, New York, Oxford University Press, 1996, ISBN 978-0-19-511207-8.
- (EN) Jung-pang Lo, The Decline of the Early Ming Navy, in Oriens Extremus, vol. 5, 1958,  pp. 149-168, JSTOR 43383349.
- (EN) J. V. G. Mills, Chinese Coastal Maps, in Imago Mundi, vol. 11, 1954,  pp. 151-168, DOI:10.1080/03085695408592067, JSTOR 1150192.
- (EN) J. V. G. Mills, Ying-yai Sheng-lan: 'The Overall Survey of the Ocean's Shores' [1433], Cambridge, Cambridge University Press, 1970, ISBN 978-0-521-01032-0.
- (EN) Joseph Needham, Science and Civilisation in China, Volume 3: Mathematics and the Sciences of the Heavens and the Earth, Cambridge, Cambridge University Press, 1959, ISBN 978-0-521-05801-8.
- (EN) Joseph Needham, Science and Civilisation in China, Volume 4: Physics and Physical Technology, Part 3: Civil Engineering and Nautics, Cambridge, Cambridge University Press, 1971, ISBN 978-0-521-07060-7.
- (EN) Jun J. Nohara, Sea Power as a Dominant Paradigm: The Rise of China's New Strategic Identity, in Journal of Contemporary East Asia Studies, vol. 6, 2017,  pp. 210-232, DOI:10.1080/24761028.2017.1391623.
- (EN) Kevin H. O'Rourke e Jeffrey G. Williamson, Did Vasco da Gama matter for European markets?, in The Economic History Review, vol. 62, 2009,  pp. 655-684, DOI:10.1111/j.1468-0289.2009.00468.x.
- (EN) Elke Papelitzky, Naval warfare of the Ming dynasty (1368-1644): A comparison between Chinese military texts and archaeological sources, in Rebecca O'Sullivan, Christina Marini e Julia Binnberg (a cura di), Archaeological Approaches to Breaking Boundaries: Interaction, Integration & Division. Proceedings of the Graduate Archaeology at Oxford Conferences 2015–2016, Oxford, British Archaeological Reports, 2017,  pp. 129-135.
- (EN) Haraprasad Ray, An Analysis of the Chinese Maritime Voyages into the Indian Ocean during Early Ming Dynasty and their Raison d'Etre, in China Report, vol. 23, 1987,  pp. 65-87, DOI:10.1177/000944558702300107.
- (EN) Haraprasad Ray, The Eighth Voyage of the Dragon that Never Was: An Enquiry into the Causes of Cessation of Voyages During Early Ming Dynasty, in China Report, vol. 23, 1987,  pp. 157-178, DOI:10.1177/000944558702300202.
- (EN) Angela Schottenhammer, Introduction, in Early Global Interconnectivity across the Indian Ocean World, Volume I: Commercial Structures and Exchanges, Cham, Palgrave Macmillan, 2019, ISBN 978-3-319-97666-2.
- (EN) Tansen Sen, The Impact of Zheng He's Expeditions on Indian Ocean Interactions, in Bulletin of the School of Oriental and African Studies, vol. 79, 2016,  pp. 609-636, DOI:10.1017/S0041977X16001038.
- (EN) Leo Suryadinata, Introduction, in Admiral Zheng He & Southeast Asia, Singapore, International Zheng He Society, 2005, ISBN 978-981-230-329-5.
- (EN) Leo Suryadinata, Zheng He, Semarang and the Islamization of Java: Between History and Legend, in Admiral Zheng He & Southeast Asia, Singapore, International Zheng He Society, 2005, ISBN 978-981-230-329-5.
- (EN) Ta Sen Tan, Did Zheng He Set Out To Colonize Southeast Asia?, in Admiral Zheng He & Southeast Asia, Singapore, International Zheng He Society, 2005, ISBN 978-981-230-329-5.
- (EN) Shih-shan Henry Tsai, Perpetual Happiness: The Ming Emperor Yongle, Seattle, University of Washington Press, 2001, ISBN 978-0-295-98109-3.
- (EN) Gungwu Wang, Ming Foreign Relations: Southeast Asia, in The Cambridge History of China, Volume 8: The Ming Dynasty, 1398–1644, Part 2, Cambridge, Cambridge University Press, 1998, ISBN 978-0-521-24333-9.
- (EN) Yuan-kang Wang, The Myth of Chinese Exceptionalism: A Historical Perspective on China's Rise, in Responding To China's Rise: US and EU Strategies, Springer, 2015, ISBN 978-3-319-10033-3.
- (EN) John E. Jr. Wills, Relations with Maritime Europeans, 1514–1662, in The Cambridge History of China, Volume 8: The Ming Dynasty, 1398–1644, Part 2, Cambridge, Cambridge University Press, 1998, ISBN 978-0-521-24333-9.
- (EN) Yangwen Zheng, China on the Sea: How the Maritime World Shaped Modern China, Leida, Brill, 2014, ISBN 978-90-04-19477-9.